# Risa

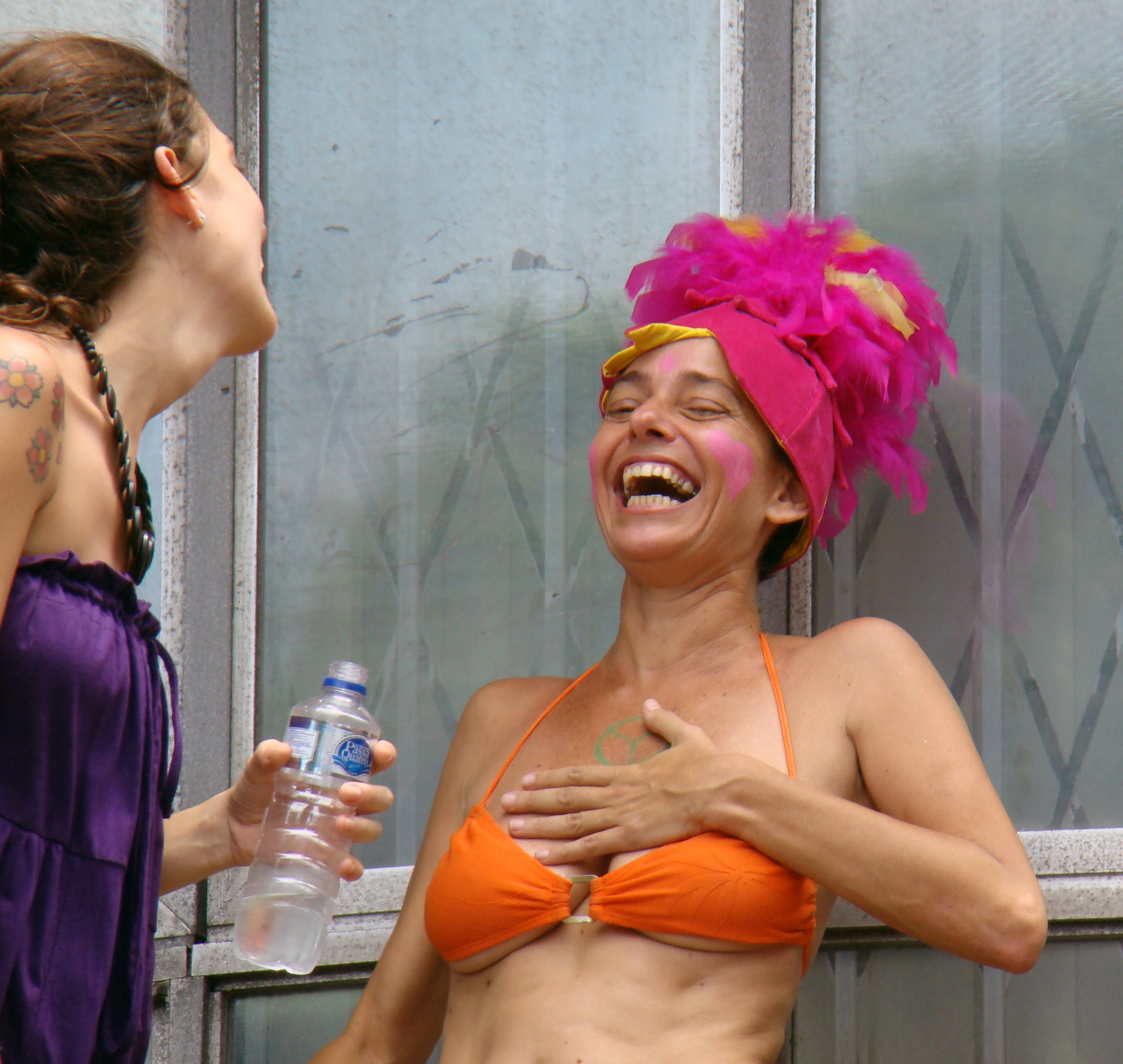
La risa podría ser una forma ancestral de comunicación. Según Robert Provine, el paso hacia la bipedestación que se produjo en los orígenes de la humanidad liberó al tórax de la función de soporte que ejercía en la locomoción cuadrúpeda, un paso crítico que, al desligar la respiración de la carrera, proporcionó a los seres humanos un control flexible de la respiración, necesario para el lenguaje oral y para nuestra risa característica.

La risa es una respuesta biológica producida por el organismo como respuesta a determinados estímulos. La sonrisa se considera una forma suave y silenciosa de risa. Actualmente existen diversas interpretaciones acerca de su naturaleza.
Los estudios más recientes, de gran repercusión, son los realizados desde 1999, por Robert Provine, neurobiólogo del comportamiento de la Universidad de Maryland, quien sostiene que la risa es un «balbuceo lúdico, instintivo, contagioso, estereotipado y de control inconsciente —o involuntario— que raramente se produce en soledad». En los seres humanos, la risa se inicia, en promedio, hacia los cuatro meses de edad, y, según los recientes estudios científicos, constituye una forma de comunicación innata heredada de los primates e íntimamente relacionada con el lenguaje.
En cambio, para otros autores, como Charles R. Gruner, de la Universidad de Georgia (1978), la risa es una reminiscencia o sinónimo del grito de triunfo del luchador tras ganar a su adversario. Asegura que en todas las manifestaciones de humor existe un gesto de agresión, incluso en los casos más inocuos. Según Gruner, «incluso un lactante se ríe, no como manifestación de agradecimiento, sino porque consiguió lo que deseaba». El filósofo John Morreall (1983), sostiene que el origen biológico de la risa humana pudo estar en una expresión compartida de alivio tras pasar el peligro; la laxitud que sentimos tras reírnos puede ayudar a inhibir la respuesta agresiva, convirtiendo la risa en un signo de conducta que indica confianza en los compañeros.
En cualquier caso, existen investigaciones recientes realizadas tanto en orangutanes como en chimpancés que sugieren que estos son capaces de reírse, con lo cual la risa sería de origen evolutivo y genético.
Popularmente se la considera básicamente una respuesta a momentos o situaciones de humor, como expresión externa de diversión, y relacionada con la alegría y la felicidad, aunque la risa, según numerosos estudios, como los de Robert Provine, está motivada por un estímulo cómico en una minoría de los casos cotidianos. Suele aparecer, de forma más o menos simulada, como complemento emocional de los mensajes verbales, así como en situaciones de estrés o en conductas de tipo lúdico como las cosquillas.
Algunas teorías médicas atribuyen efectos beneficiosos para la salud y el bienestar a la risa, dado que libera endorfinas.

## Formas

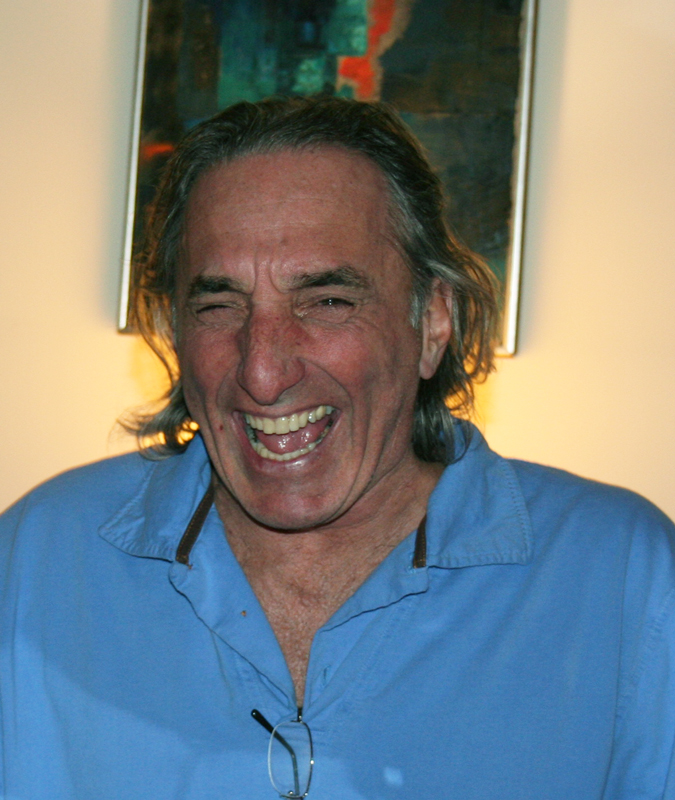
Hombre riendo a carcajadas.

En función de la fuerza con que se produce, la risa puede variar tanto en su duración como en su tono y características. Así, usamos distintas palabras para describir lo que consideramos diferentes tipos de risa: chasquido, carcajada, risotada, risita, risa despectiva, desesperada, nerviosa, equívoca. Otros tipos: caquino, cascabeleo, risa malvada, hipido.
De entre las señales emocionales, la sonrisa es la más contagiosa de todas, y el hecho de sonreír alienta los sentimientos positivos. Al igual que la risa propiamente dicha, la sonrisa es innata, y los niños sordos y los ciegos sonríen. Suele aparecer a las seis semanas de vida y constituye el primer lenguaje del ser humano. Inicialmente es un comportamiento físico, y paulatinamente va evolucionando hasta convertirse en una conducta emocional. La autoinducción del gesto de sonreír puede mejorar nuestro estado de ánimo. Otra propiedad es la de inducir una elevación de la actividad de las células NK y mejorar así nuestro estado inmunológico.
Algunos estudios demuestran que la risa varía en función del género: las mujeres tienden a reírse de una forma más cantarina, mientras que los hombres tienden a reírse bufando o gruñendo.[cita requerida]

## Fisiología

Localización del sistema límbico.

La risa, al igual que el llanto, es un acto involuntario para la mayoría de las personas. Su mecanismo de funcionamiento reside en la respiración, y se produce mediante interrupciones de la exhalación del aliento. Es el mismo mecanismo que se utiliza para el habla, solo que de forma involuntaria.
Se produce cuando un estímulo —interno o externo— es procesado en áreas primarias, secundarias y de asociación multimodal del sistema nervioso central. El procesamiento de las emociones se realiza en el sistema límbico, el cual es probablemente responsable de los potenciales motores que caracterizan a la risa, incluyendo la expresión facial y los movimientos de los músculos que controlan la ventilación y la fonación. Una vez procesado el estímulo, además de los actos motores automáticos mencionados, se lleva a cabo una activación autonómica generalizada, la cual tiene salida por diversas vías, entre las que se encuentran el eje hipotálamo-hipófisis y el sistema nervioso autónomo. Todos estos componentes conforman la emoción, proceso que involucra, cuando se trata de alegría, el acto motor llamado risa.
Hay dos estructuras del sistema límbico implicadas en la producción de la risa: la amígdala y el hipocampo.

### Algunos estudios
La risa puede inducirse estimulando el núcleo subtalámico, y se ha comprobado en pacientes con enfermedad de Parkinson. Un trabajo reciente realizado por Itzhak Fried et al., de la Universidad de California, ha permitido localizar una zona del cerebro llamada área motora suplementaria, que, al estimularse por medio de electrodos, produce la sonrisa y, con una estimulación más intensa, la risa a carcajadas. El área motora suplementaria es una zona muy cercana al área del lenguaje. Este mecanismo se descubrió de forma accidental mientras se trataba a una joven con epilepsia.
Se han realizado experimentos para determinar exactamente en qué zona reside el sentido del humor. En un estudio, presentado en 2000 por científicos de la Universidad de Rochester, sometieron a 13 voluntarios a resonancia magnética funcional al tiempo que les realizaban diversas preguntas. Sus conclusiones fueron que dicha característica residía en una pequeña región del lóbulo frontal. No obstante, otro equipo londinense realizó la misma prueba sobre 14 individuos a los que se les contaba chistes, y los resultados fueron que la zona cerebral que se activaba era el córtex prefrontal ventral junto con otras regiones implicadas en el proceso del lenguaje cuando la gracia del chiste residía en un juego de palabras.

## Perspectiva médica
Cada vez se ríe menos. Los niños de 7-10 años se ríen alrededor de 300 veces al día, mientras que los adultos que todavía ríen lo hacen menos de 80 veces diarias. Existe gente que raramente se ríe, e incluso algunas personas que no sienten la necesidad de reírse.
Estudios realizados desde los años 1980 por el psiconeuroinmunólogo Lee S. Berk y colaboradores demostraron a lo largo de los años varios efectos positivos de la risa:
- Algunos indicadores relacionados con el estrés disminuían durante los episodios de risa, relacionados con la disminución de los niveles de epinefrina y cortisona.
- La risa incrementaba la producción de anticuerpos y la activación de células protectoras como los linfocitos o los linfocitos T citotóxicos, que producen la inmunidad celular, importante para evitar la formación de tumores.
- Las carcajadas o risas alegres y repetitivas mejoraban el estado de humor, reducían los niveles de colesterol en sangre y regulaban la presión sanguínea.
- Más recientemente (2010), Berk ha descubierto una relación entre la risa y el apetito, de tal modo que la risa aumenta el apetito de modo análogo a como lo hace el ejercicio físico moderado. Según estos estudios, simultáneamente se produce una reducción del nivel de leptina y un aumento del de grelina en la sangre.

Otros efectos beneficiosos de la risa son los siguientes:
- Libera del temor y la angustia.
- Contribuye a aplacar la ira.
- Contribuye a un cambio de actitud mental que favorece la disminución de enfermedades.
- Favorece la digestión al aumentar las contracciones de todos los músculos abdominales.
- Facilita la evacuación debido al “masaje” que produce sobre las vísceras.
- Aumenta el ritmo cardíaco y el pulso y, al estimular la liberación de las hormonas “endorfinas”, permite que éstas cumplan una de sus importantes funciones, como es la de mantener la elasticidad de las arterias coronarias.
- Disminuye la presencia del colesterol en la sangre pues equivale a un ejercicio aeróbico.
- Ayuda a reducir la glucosa en sangre.

### Estudios médicos sobre los efectos de la risa
En 2000, un estudio de la Clínica Mayo de Rochester sobre 839 individuos determinó que los más optimistas vivían más que los considerados pesimistas. Óscar Giménez, de la revista JANO - Medicina y Humanidades, considera que no necesariamente tiene por qué existir una relación directa entre ambos parámetros (los individuos pesimistas suelen tener hábitos de vida menos saludables).
Otro estudio realizado por investigadores de la Universidad de Texas concluía que el riesgo de ictus en personas mayores de 65 años era un 48 % inferior en varones optimistas y un 18 % en mujeres optimistas. El estudio fue publicado en Psychosomatic Medicine.
Científicos japoneses del Unitika Central Hospital sometieron a 26 individuos con dermatitis alérgica a los ácaros del polvo a distintos alergenos, y posteriormente les pasaron la película Tiempos modernos, de Charles Chaplin. Unos días después realizaron el mismo experimento pero con una película no cómica. Los resultados mostraron que la reacción alérgica era menor en el caso de la película de Charlot.

### El alcohol y la risa
Bien es sabido en la cultura popular que las personas ebrias suelen reírse mucho. Así, en un experimento científico para comprobarlo, psicólogos británicos de la Universidad de Hull dijeron a 48 voluntarios que se tomasen una bebida alcohólica o un refresco, a partes iguales, para posteriormente ver una película cómica. En los resultados se apreció que los que tomaron la bebida alcohólica rieron más que los otros.

### Risoterapia

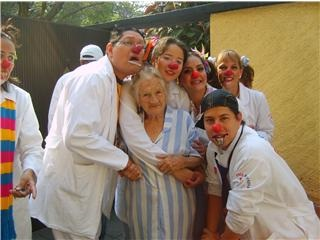
Voluntarios de risoterapia.

«Risoterapia» es un neologismo que define una técnica ya utilizada desde la antigüedad aunque no bajo el calificativo de terapia. Consiste, como su nombre indica, en humor terapéutico. En los últimos años han aparecido «clubes de la risa» e incluso asociaciones —presuntamente— científicas que defienden las virtudes de reírse a carcajadas.
Un pionero de esta técnica fue, no un médico, sino un paciente. Un alto ejecutivo de Nueva York, Norman Cousins, fue diagnosticado de espondilitis anquilosante, una enfermedad muy  dolorosa. El agravamiento de los síntomas se acentuó cuando Norman entró en una depresión. A partir de que uno de sus médicos le recomendase ver películas cómicas, siguió el consejo a rajatabla y fue testigo de su mejoría. Posteriormente, en 1979, publicó un libro titulado en español Anatomía de una enfermedad, y en él explicaba que tan solo 10 minutos de carcajadas le proporcionaban alivio para las dos horas siguientes. En 1988 se creó la Asociación para el Humor Terapéutico y Aplicado (AATH en inglés), formada por especialistas que confían en el poder curativo de la risa. Definen el humor terapéutico como «cualquier intervención que promueva la salud y el bienestar estimulando el descubrimiento alegre, la apreciación o expresión de lo absurdo o lo incoherente de las situaciones de la vida».
A pesar de todo, y aunque existen varias investigaciones, algunas en revistas muy prestigiosas, que avalan los beneficios de la risa, también existe quien no comparte esta idea.

#### Controversia
R. A. Martin, un psicólogo canadiense de la Universidad de Western Ontario, aseguraba en 2001 que había examinado todos los estudios realizados sobre la risa respecto a sus beneficios sobre la salud física. Sus conclusiones eran que los estudios que se habían realizado sobre el efecto de la risa en la inmunidad ofrecían resultados inconsistentes así como problemas en la metodología. Señalaba, además, que, si bien existían evidencias de los efectos analgésicos de lo que él denominaba «exposición a la comedia», resultados similares se habían obtenido a partir de la exposición a emociones negativas. Añadía que apenas existía evidencia sobre los efectos moderadores del estrés procedentes del humor sobre la salud física, y que tampoco se había demostrado que el buen humor aumentase la longevidad. Concluía diciendo que «se necesitaban investigaciones más rigurosas antes de extraer conclusiones firmes sobre los posibles beneficios para la salud del humor y la risa».
Óscar Giménez, redactor jefe de la revista JANO - Medicina y Humanidades, quien aseguraba desconocer el sentido del humor de Martin, consideraba que, «si la depresión y la tristeza se habían asociado con diversas enfermedades, una actitud positiva y divertida ante la vida debería contrarrestar tales enfermedades».
Robert Provine, si bien se mantiene optimista respecto a las propiedades potencialmente terapéuticas de la risa y reconoce la ausencia de riesgos, muestra cautela y pide mayores evidencias para beneficio de la medicina.

### Como signo patológico
Si bien la risa se considera en general beneficiosa para la salud, existen paradójicamente también problemas de salud que cursan con episodios de risa.
Existe una risa patológica (no controlable, con incontinencia y labilidad afectiva) que caracteriza ciertas enfermedades del sistema nervioso central, como es el caso de tumores, esclerosis múltiple, ictus, demencias (Alzheimer) y afección de las conexiones entre el cerebro, el bulbo raquídeo y el cerebelo. Enfermedades mentales como la esquizofrenia, manía y drogadicción también pueden presentarse con risa patológica (crisis de risa incontrolada) y ser tratadas con antidepresivos de última generación, como la paroxetina.
También se da en el caso de personas con trastornos del espectro autista (ya sea autismo o síndrome de Asperger), los cuales pueden tener ataques de risa sin motivo aparente.

### Beneficios físicos y psicológicos
Reír no solamente hace sentir bien a una persona, sino que mejora su estado físico como psicológico. Existen decenas de beneficios de la risa. Es por esto que juega un papel muy importante en la vida de las personas, más que nada en la de los adultos mayores, quienes pueden estar transitando una enfermedad o pasando un mal momento.

## En otros animales

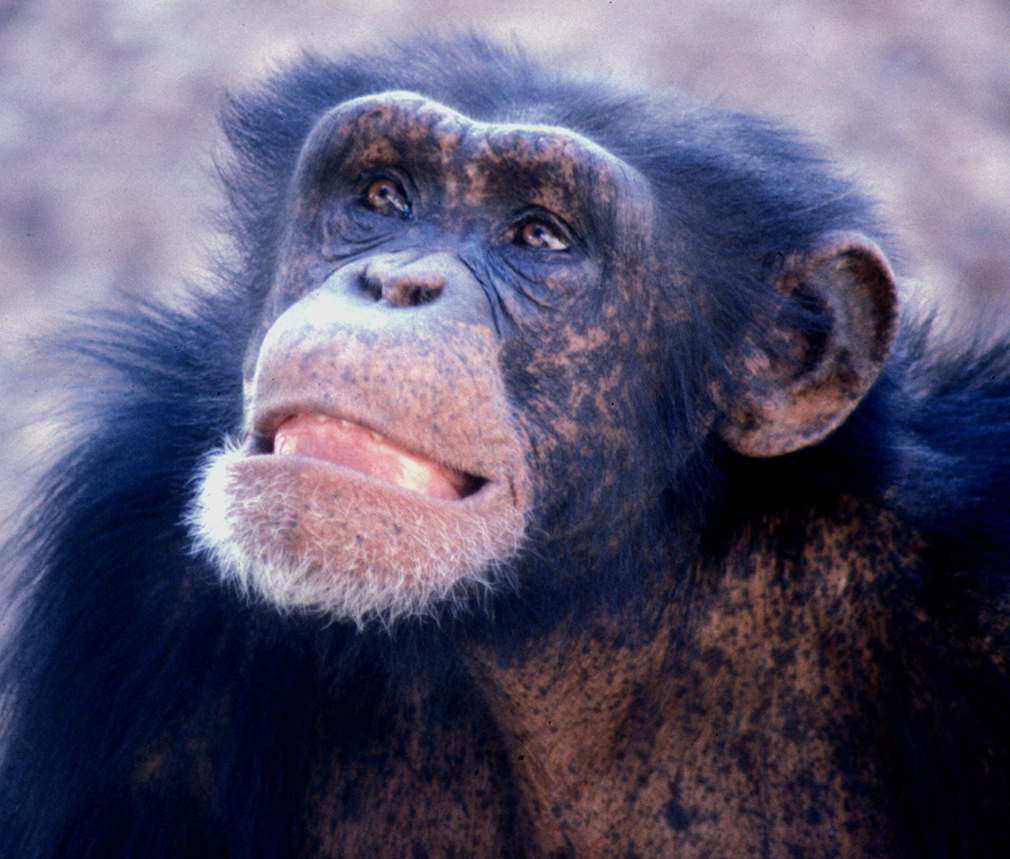
Macho adulto joven de chimpancé.

Contrariamente a la creencia popular, y a lo que se creía en general hasta bien recientemente, la risa no está restringida a los humanos. Según un estudio publicado en la revista Science por Jaak Panksepp, existe la risa animal, y no solo en los primates. También estudió perros y ratas y encontró que en sus juegos emitían sonidos muy similares a las risas de los bebés. En parte se puede deber a que el sistema límbico, que maneja la risa, es una de las partes menos evolucionadas del cerebro humano que compartimos en buena medida con otros animales.
Los chimpancés y otros grandes simios, como los orangutanes y los gorilas, pueden reírse, aunque el sonido que emiten es diferente del que producen los seres humanos. La risa de un chimpancé suena como un jadeo, y, al animarse, se vuelve un sonido más gutural.  Una diferencia fundamental entre la risa del chimpancé y la humana es que, en el chimpancé, el acto de balbuceo se encuentra evolutivamente aún bajo el control del proceso de la respiración. El chimpancé inspira y espira durante la risa, de tal forma que solo es capaz de producir una sílaba por ciclo de inhalación-exhalación. Los humanos únicamente espiran, y además son capaces de producir múltiples sílabas por ciclo respiratorio. Los monos, al no tener control del aliento, no son capaces de hablar, al tiempo que su risa es diferente.
Similarmente, los cuadrúpedos requieren 1 zancada por ciclo respiratorio, mientras que los humanos pueden realizar múltiples pasos por respiración. Provine postula que este hito en el control de la respiración fue crítico en la evolución, convirtiéndose en un instrumento para el desarrollo del lenguaje oral al liberar nuestro complejo aparato neuromuscular del habla de las tareas más mundanas de respirar y caminar.
En primates como el Chimpancé común, la sonrisa expresa preocupación. Expresiones similares a las de los seres humanos tales como enseñar los dientes y encías y hacer muecas.[cita requerida]

### Robert Provine: la risa como comunicación
Popularmente, la risa y la sonrisa se asocian con la felicidad y el buen humor, sin embargo no constituyen medidas del humor fiables. Según recientes estudios, la risa es un mecanismo de comunicación. De esto se desprende que el factor desencadenante de la risa no es la felicidad o la alegría en sí mismas, sino el hecho de que exista, al menos, otra persona que pueda recibir el mensaje, en forma de balbuceo lúdico. Se ha comprobado que la relación entre la risa en sociedad y la risa en soledad es de 30 a 1. Literalmente, necesitamos que haya más personas, y que se puedan reír, para reírnos.

### Estudio de campo
Provine buscó adoptar una «táctica naturalista y descriptiva» para revelar los disparadores subconscientes y las raíces instintivas de la risa. Inicialmente observó a sujetos en su laboratorio, pero encontró que la risa era demasiado frágil, ilusoria y variable bajo escrutinio directo. Por ello, decidió observar la aparición de risa natural y espontánea en la vida diaria. Empezó a escuchar y grabar a escondidas la risa conversacional (aquella que sigue típicamente al discurso de la conversación un segundo después), documentando 1200 episodios, y estudió más tarde los patrones de quiénes reían y cuándo, para analizar sus cualidades. Su conclusión fue que para que se produzca risa es necesaria más de una persona, siendo el elemento mínimo una díada, un hablante y un oyente (excepto en el caso de un espectador que ríe a carcajadas viendo la televisión, por ejemplo). Sorprendentemente, Provine encontró que los hablantes ríen más que sus oyentes. La risa tendía a seguir un ritmo conversacional natural, salpicando el discurso tras declaraciones completas, y especialmente tras cambios de volumen o entonación. Lo más interesante fue que menos de la cuarta parte de los comentarios previos eran realmente humorísticos. Provine sugiere que la risa sincroniza los cerebros del hablante y el oyente, de tal modo que sirve como una señal para las zonas receptivas del lenguaje, tal vez conmutando la activación entre estructuras cerebrales competitivas de la cognición y la emoción.
Las observaciones de estudiantes de interpretación riendo en el momento justo le llevaron a concluir que la risa está bajo un relativamente débil control consciente, y que la risa de aspecto más natural está provocada por mecanismos subconscientes, lo cual explica por qué la actuación de método puede llevar a la reproducción de emociones con mayor efectividad.

## Las cosquillas y la risa

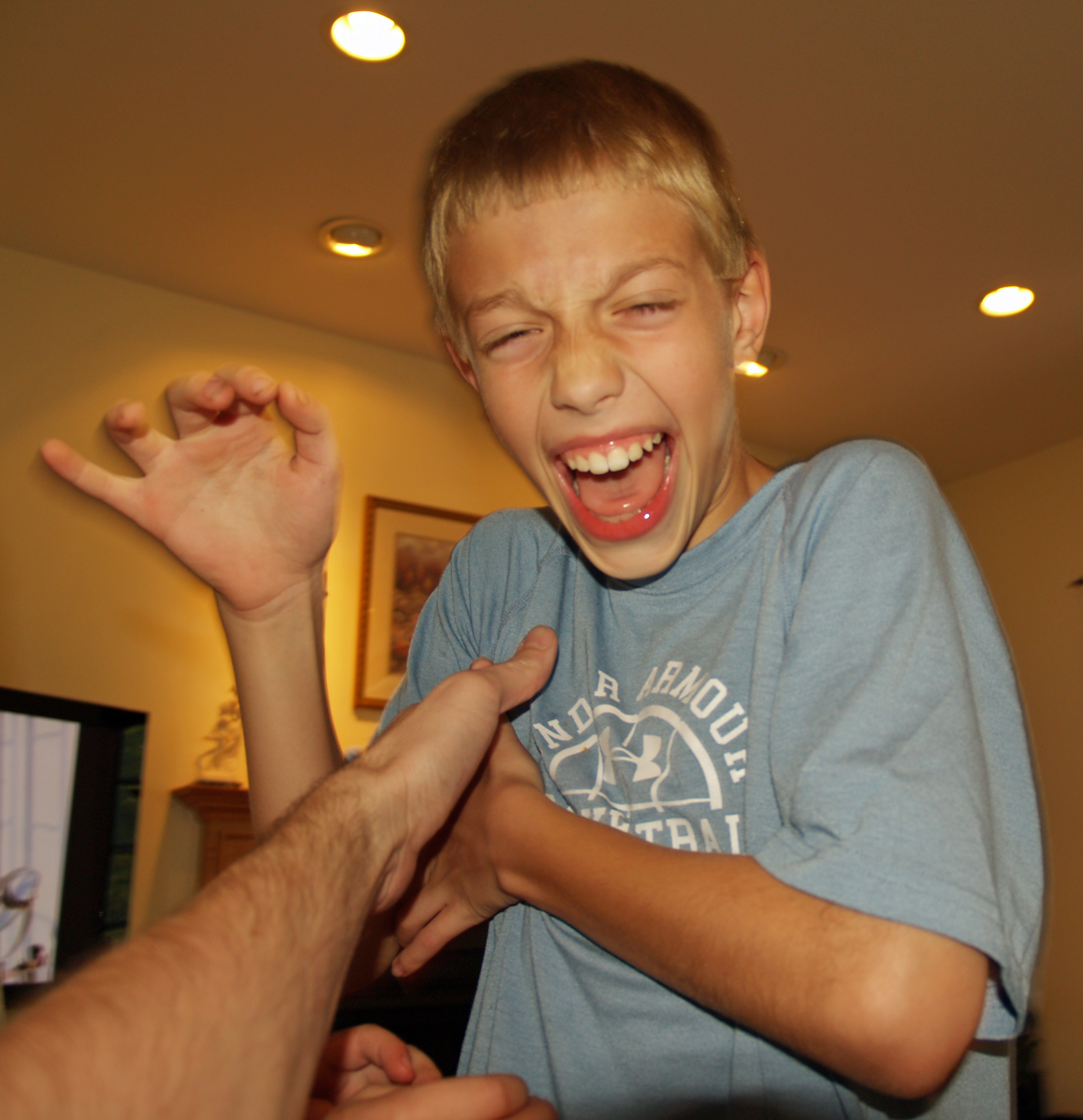
Niño riéndose como respuesta a las cosquillas. Provine considera este tipo de comportamientos como un mecanismo de socialización innato, destinado a crear vínculos, que heredamos de nuestros ancestros.

Probablemente, las cosquillas son la forma más antigua y segura de estimular la risa. Las cosquillas y la risa son unas de las primeras formas de comunicación entre la madre y el bebé. La risa aparece entre los tres y medio a cuatro meses de vida, es decir, mucho antes que el habla. Por este motivo, la madre utiliza las cosquillas para estimular la risa del bebé y establecer así una comunicación. La risa a su vez estimula a la madre a continuar haciendo cosquillas, hasta que llega un momento en que el bebé empieza a quejarse, momento en el que la madre se detiene.
Por el mismo motivo que es más difícil reírse en solitario, también es difícil que una persona se haga cosquillas a sí misma. Las cosquillas constituyen una parte importante del juego, de manera que, cuando se le hacen cosquillas a una persona, no solo intenta escaparse y se ríe, sino que intenta devolverlas. En el proceso de dar y recibir cosquillas, se tiene una especie de programación
neurológica que hace que las personas establezcan vínculos, y sucede lo mismo con el sexo. Las axilas, las palmas de las manos y las plantas de los pies son zonas cuya estimulación mediante cosquillas produce la risa con mayor facilidad.

### La risa es contagiosa
Al igual que el bostezo, la risa es un comportamiento social neurológicamente programado, cuyo origen se encuentra en la necesidad de sincronizar el estado de comportamiento grupal. Es, por ejemplo, el motivo por el que hay una pista de risas en las series cómicas de televisión. Cuando oímos a otra persona reírse de algo, inmediatamente nos fijamos en ese algo y lo consideramos más divertido que si esa persona no se ríe, y entonces sonreímos o incluso llegamos a reír.

### El sexo
Tanto los hombres como las mujeres se ríen en la misma medida. No obstante, la situación que produce más risa es cuando un hombre habla con una mujer, o viceversa, y en esta situación la mujer es la que lidera la risa y el hombre el líder de producción de la risa. Al igual que ocurre con el habla, la risa de las mujeres presenta en general un tono más agudo que la de los hombres. Una de las características de los hombres más atractivas para las mujeres es el sentido del humor, aunque no precisamente la capacidad de reírse. Es decir, la mujer busca a un hombre que la haga reír y que no se ría demasiado.

### Como mecanismo de control de los demás
La relación entre la risa y los sucesos del mundo está modulada por la cultura y la sociedad.
Actualmente, relacionamos la risa con la idea de «ser feliz y sentirse bien». Sin embargo, Platón y Aristóteles, entre otros autores que escribieron sobre la risa, tenían una visión más oscura sobre ella. Ellos, por ejemplo, encontraban divertidas las ejecuciones públicas, algo que actualmente es políticamente incorrecto, del mismo modo que también se reían, además de con las personas de su grupo, de personas de otros grupos, como por ejemplo, otras etnias o razas. En la actualidad, nuestro propio lenguaje matiza tal diferencia: no es lo mismo reírse con alguien, que reírse de alguien. Para Robert Provine, la risa ridiculizadora es un mecanismo instintivo ancestral diferente de la risa de grupo que servía para modular la conducta de los individuos que no pertenecían al grupo propio, con la finalidad de que éstos se adaptasen y se integrasen en el mismo. La antropóloga Verena Alberti utiliza los términos «risa de acogida» y «risa de exclusión».
Según el científico, esa es la razón por la que la gente ríe en circunstancias embarazosas o desagradables. Afirma que la risa es un instrumento para cambiar el comportamiento de los demás. En una situación embarazosa, como una disputa, la risa representa un gesto de apaciguamiento, una forma de disminuir la ira y la tensión. Si la otra persona logra contagiarse, se disipa el riesgo de confrontación.
Las observaciones de Provine le sugirieron que el rango social determina los patrones de risa, especialmente en el lugar de trabajo; los jefes provocan fácilmente carcajadas de sus subordinados y hacen bromas a costa de ellos, lo que sugiere que el fenómeno es generalmente una respuesta de sumisión al dominio.

### Como origen del lenguaje
Según Robert Provine, los lingüistas y estudiosos del lenguaje no prestan a la risa la debida atención, mientras que sí lo hacen respecto al papel que juega en la producción del sonido la fisiología de la laringe y de diversas partes de las vías vocales. En sus propias palabras:

La risa forma parte del vocabulario universal humano, y si queremos comprender cómo el cerebro produce el sonido deberíamos analizar comportamientos que todo el mundo tiene de la misma manera; o sea, que estudiar la risa —si queremos comprender el comportamiento humano— será como usar el E. coli, o la mosca de la fruta, para comprender el mecanismo de la genética. En lugar de afrontar la inmensa complejidad de la naturaleza, intentamos concentrarnos en una pequeña molécula, que es una parte, a la que se puede acceder mejor.
Robert Provine

## Perspectiva filosófica

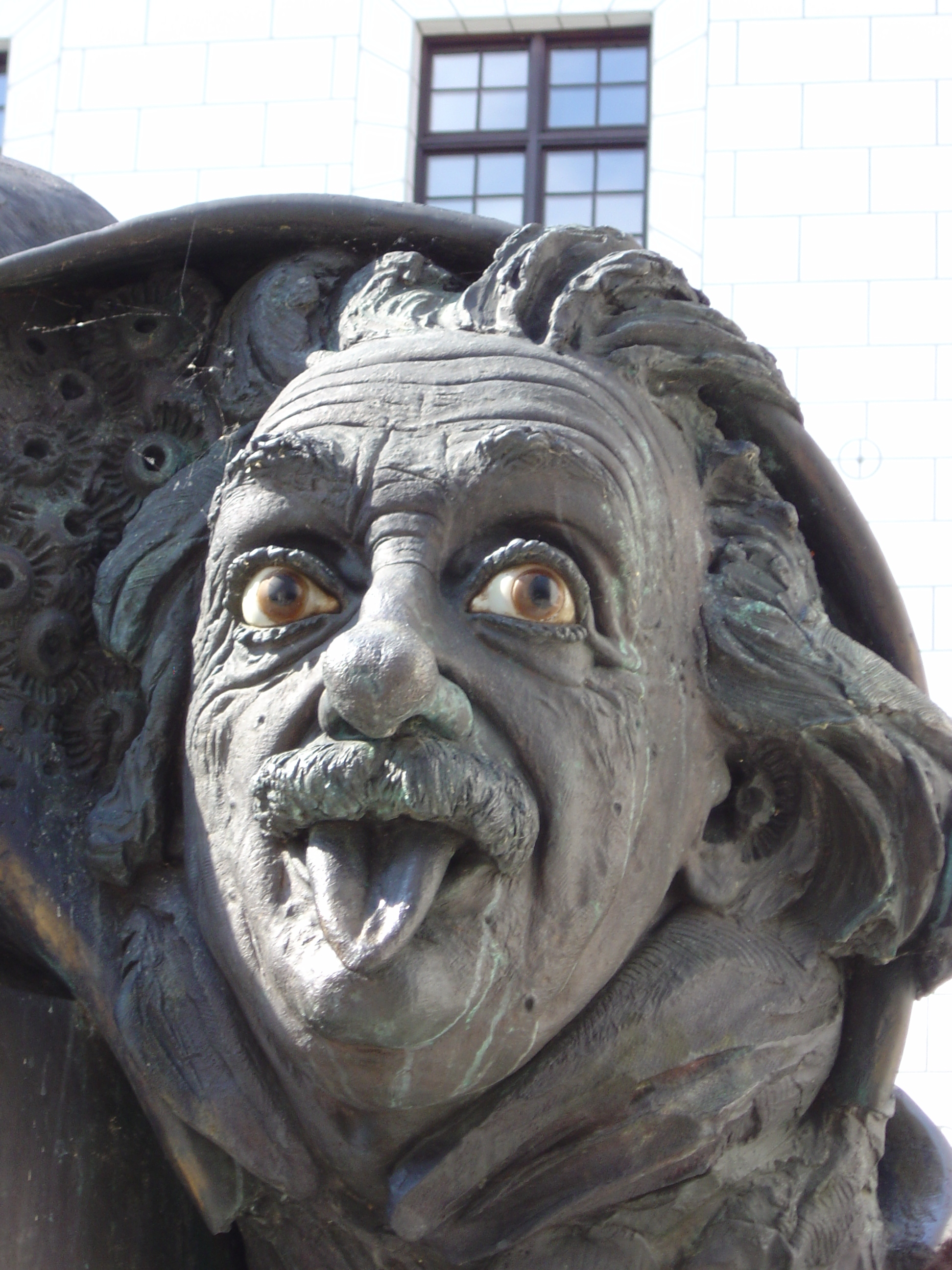
Albert Einstein. Figura emblemática de la ciudad de Ulm, basada en una fotografía que le fue tomada al científico el 14 de marzo de 1951 por el fotógrafo Arthur Sasse, quien le pidió a Einstein que posara para él a la salida de una fiesta por su 72.º cumpleaños.

Antes de aproximadamente el siglo XIX, la risa se interpretaba como un elemento frívolo y de poca profundidad. Con la excepción de un puñado de pensadores clásicos que dedicaron algo de su tiempo al estudio serio de esta materia, prácticamente ninguno fijó su atención sobre tal cometido.
Peter Berger apunta que posiblemente la filosofía no ha centrado su atención en lo cómico debido a la fragilidad de su experiencia: cuando se intenta aprehender, se disuelve.
La frivolidad atribuida a la risa, según el sociólogo, proviene del hecho de que lo cómico y lo serio son mutuamente excluyentes, de tal modo que una broma en una situación seria se considera, precisamente, eso, frívola. En sus propias palabras: «Las personas que escriben libros sobre lo cómico son blancos legítimos de la parodia, la sátira y otras modalidades agresivas de respuesta humorística frente a una sociedad intolerable».
De la superficialidad, por otra parte, podemos hacer constancia con buenos ejemplos procedentes nada menos que del Diccionario de la lengua española, vestigios de la antigua concepción de la risa que, más que facilitar su definición, producen su aparición en el lector:
1. Movimiento de la boca y otras partes del rostro, que demuestra alegría.
2. f. Voz o sonido que acompaña a la risa.
3. f. Lo que mueve a reír.
Otro ejemplo —quizás más preocupante—, es la ausencia de una entrada para la expresión «sentido del humor». Y el problema se repite en la lengua inglesa con el Oxford English Dictionary, como muestra Berger en su libro Risa redentora.
Actualmente, la risa tiene la capacidad de mostrarnos las distintas facetas de la realidad, y, por lo tanto, hacernos comprender el mundo de forma más completa.

En nada se manifiesta más claramente una personalidad que en aquello de lo que se ríe.
Goethe

En palabras de Berger, «lo cómico es la visión del mundo más seria que existe». Berger, de inclinación religiosa y quizás influido por el pensamiento de Kierkegaard, a quien cita numerosas veces en su libro, sostiene que lo cómico es una promesa humana de redención, y que la fe religiosa es la intuición de que se cumplirá dicha promesa.

## Perspectiva social
Varios estudios apuntan hacia el carácter transgresor socialmente aceptado de la risa, que, dentro de ciertos límites, quebranta las normas sociales y culturales para convertirse a su vez en otra norma. Asimismo, el carácter desordenado de la risa actúa como agente liberador —casi redentor, afirma la antropóloga Verena Alberti— frente a las presiones sociales. En cambio, Erving Goffman y Gregory Bateson postulan, más que la mera transgresión de las normas, la existencia en la sociedad de un nivel metacomunicativo en el que «todo vale», dentro del cual, «la vida es un juego».
Peter Berger expresa lo mismo con otras palabras, al decir que «lo cómico está por encima del bien y del mal». Retomando el pensamiento de Alfred Schütz, Berger describe la realidad como compuesta por distintas parcelas finitas de significado excluyentes entre sí, tal es el caso del humor, el erotismo, el arte, los sueños o el juego; cuando pasamos de una parcela a otra, lo hacemos bruscamente, mediante una especie de salto; y la lógica que impera en cada una de ellas es incompatible con la del resto. De entre esas parcelas, la de la vida cotidiana es la que se ha impuesto en nosotros como la principal. Esa es la razón —argumenta—, por la que, cuando regresamos a ella, sentimos la necesidad de aclarar a los demás, o a nosotros mismos, que «todo fue una broma», o que «ahora vamos a hablar en serio». En definitiva, al hacerlo estamos intentando recuperar el control de aquella parcela que hemos decidido vivir como la «auténtica»:

Las realidades cómica, estética y sexual son subversivas, potencialmente al menos. Si se permite que emerjan con toda su fuerza, pueden llegar a contaminar con su lógica «extraña» las preocupaciones serias de la vida cotidiana.
Peter Berger

Muchos autores atribuyen a la risa un valor preventivo frente al fracaso del pensamiento serio. Kate Moore analiza la risa unilateral que se produce constantemente en las conversaciones, y concluye que su naturaleza corresponde a mensajes en situaciones en las que la comunicación no es efectiva.
Autores como Viveka Andelswärd (1989), Robert Provine (1993) y Phillip Glenn (2003) apoyan el carácter social de la risa. Según Provine y Fischer (1989), la risa propiamente dicha depende mucho más del ambiente social que la sonrisa y el habla.

## A través de la historia
La risa —y el humor—, como tema de estudio, presenta el problema de que puede abordarse desde muchas perspectivas y muchos campos (medicina, ciencias biológicas, psicología, ciencias humanas). Por este motivo, se han planteado numerosas teorías, algunas contradictorias entre sí. Ralph Piddington (1963) consideraba que faltaban criterios y teorías comunes, probablemente debido a la complejidad del fenómeno. Actualmente existen puntos en común, pero a lo largo de la historia han existido muchas discrepancias y concepciones diferentes de algo tan, paradójicamente, íntima y genuinamente humano.

### Las primeras culturas
Como demuestra la ciencia, la risa y el humor son tan antiguos como los seres humanos, y encontramos diversos testimonios de la tradición oral que así lo atestiguan:
Según la tradición de los Ainos, un grupo étnico del norte de Japón, «en los orígenes de la humanidad las mujeres no menstruaban, sino los hombres». Los bantúes de África meridional, ante la inminencia de algún peligro grave, efectúan un ritual en el que las mujeres jóvenes se visten de hombres y realizan las tareas de los pastores para la diversión —y la distensión— de todos. Según se cuenta que observó Knud Rasmussen, los niños esquimales Netsilik Inuit celebraban juegos en los que imitaban a los hechiceros de la comunidad, empleando las mismas fórmulas para alejar los malos espíritus, lo cual desataba la risa incontrolada de los adultos.
En todos los casos, la blasfemia no produce horror entre el público, sino la risa, bajo el sobreentendimiento de que los dioses o los espíritus saben comprender una broma.

### Antigua Grecia

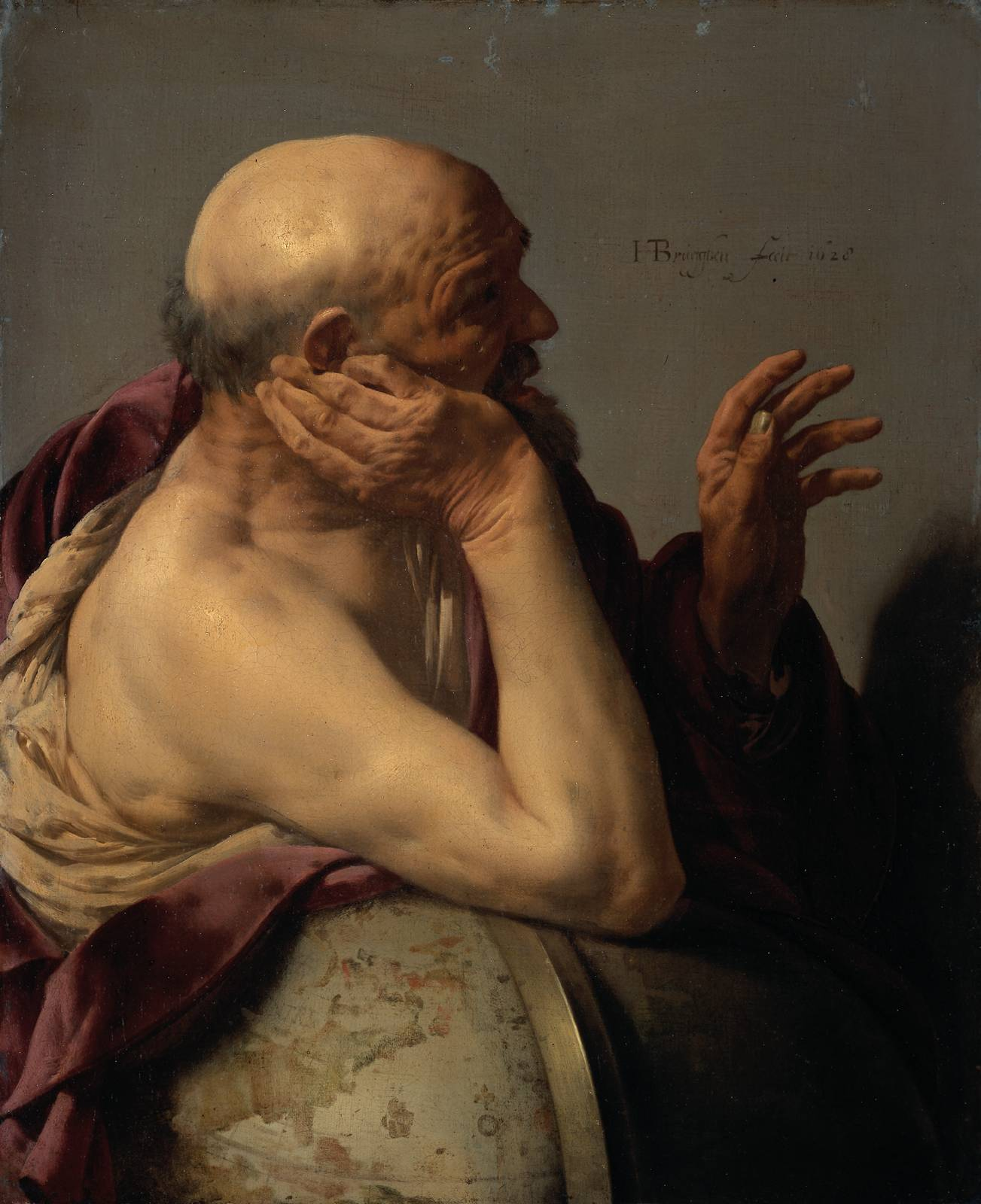
Heráclito (llorando, 1628). Óleo sobre tela de Hendrick ter Brugghen.

Las primeras referencias a la risa en la Antigua Grecia podemos encontrarlas en Heráclito, traducidas al latín:

Non convenit ridiculum esse ita, ut ridiculus ipse videaris.
No conviene ser ridículo hasta el punto de parecerte ridículo a ti mismo.
Heráclito

En griego antiguo existían dos palabras para la risa: «γελάω» («gelao», 'brillo', 'resplandor de alegría') y «καταγελάω» («katagelao», 'risa de arriba hacia abajo'). Como puede intuirse, la primera hace alusión a la «risa sana», y la segunda a la «risa despectiva». También existía una palabra equivalente a lo que hoy conocemos como «sonrisa», aunque no se corresponde etimológicamente con la que usamos en la actualidad.
Algunos autores, como George McFadden, engloban la concepción griega de la risa dentro la conducta cómica, como un «ήθοσ» («ethos») humano, tal cual fue usado el término por Platón y Aristóteles. Obviando algunos antecedentes, en general prescriptivos, la retórica clásica para los discursos y escritos cómicos apareció fundamentalmente con estos dos filósofos.
Aristófanes fue uno de los grandes exponentes de la comedia griega, con 48 obras de las que se conservan 11. En sus escritos, de espíritu mordaz, realizaba críticas sociales y costumbristas de gran inventiva.
Platón, y Sócrates a través de él, concibieron la risa como un placer mixto, es decir, que supuestamente no debemos reírnos de la ignorancia, pero lo hacemos.

#### Platón

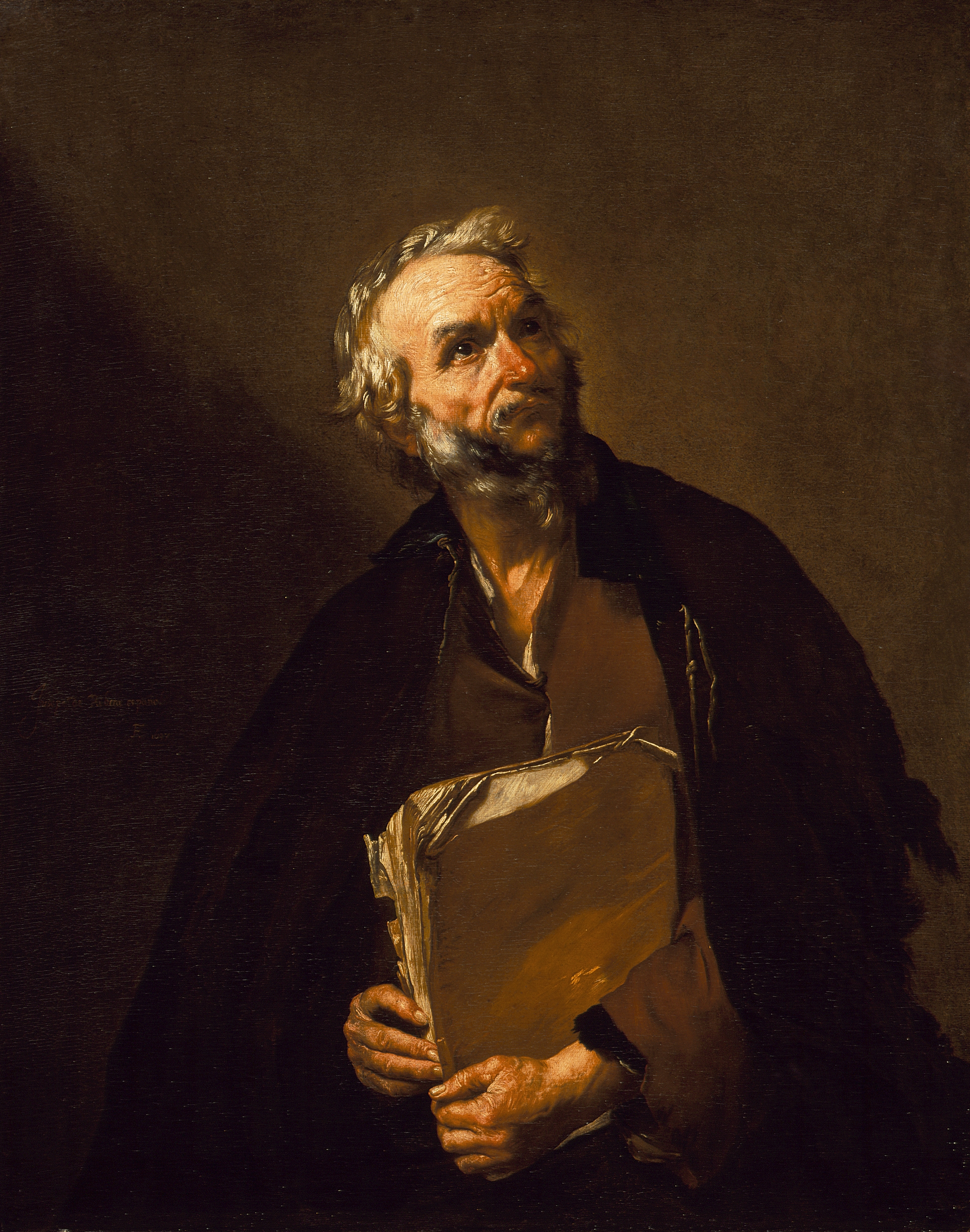
Platón (1637). Pintura de José de Ribera.

Platón, bajo la concepción actual, no tenía sentido del humor. Para él, la risa solo demuestra la maldad y el disparate. Lo que hace a una persona risueña, según el pensador, es la ignorancia sobre sí misma: la persona risueña se cree más sana, de mejor aspecto, más virtuosa o más sabia de lo que realmente es. John Morreall, en cuya obra Taking laughter seriously, cita numerosas veces a Platón, señala que, actualmente, ese tipo de pensamientos nos produce risa, pero que en realidad nuestra risa implica cierta malicia hacia dichos pensamientos, y la malicia es perniciosa. Platón describe la malicia como un «dolor en el alma», y considera que, al reírnos, nuestra atención se concentra en el vicio. No deberíamos cultivar la risa —continúa argumentando—, a no ser que aquellos de los que nos reímos nos la contagie. Con la risa fuerte, —prosigue—, perdemos el control de nosotros mismos, y por lo tanto nos volvemos imperfectos, menos humanos. En este punto, coincidía con Platón Aristóteles, quien consideraba la risa una forma de escarnio.
Platón cita a Sócrates dialogando en el Filebo. En el diálogo compara la risa («humor inflamado», en palabras de Platón) con la experiencia de aliviar la comezón rascándose: en ambos casos existe una sensación mixta de dolor combinado con placer; en un caso la sensación es del cuerpo, y en el otro, del alma. Lo ridículo aparece como consecuencia de la negación del precepto «γνώθι σαυτόν τό» (conócete a ti mismo), es decir, de la carencia de autoconocimiento. Esta arrogancia puede estar relacionada con la riqueza, la belleza, o el desarrollo físico, pero, con mayor frecuencia, lo está con la virtud de la sabiduría. Divide a los arrogantes en fuertes y débiles; el arrogante fuerte y poderoso es odioso; el débil, simplemente ridículo. La falta de autoconocimiento es una desgracia y la risa es un placer; por lo tanto, reír ante la soberbia es generar deleite y al mismo tiempo maldad ante una desgracia. La comedia, según se afirma en el propio Filebo, es un tema de estudio importante; con ella aparecen relacionados afectos como la envidia, la satisfacción maliciosa ante una deformidad o minusvalía y la sensación de superioridad. Sócrates —según Platón— define la envidia como una forma de dolor que se convierte en placer cuando nuestro propio sentimiento de seguridad nos permite reírnos; si la persona objeto de envidia es poderosa, no nos parecerá risible, sino detestable.
Platón se oponía asimismo a la risa convencional, como la producida en las comedias. Y afirmaba que era pernicioso incluso mostrar a la gente riéndose en la literatura. Ni siquiera Aristófanes escapó a las críticas de Platón.

«Los hombres de valor no deberían representarse como poseídos por la risa, y aún menos deberíamos permitir tal representación de los dioses».
Platón

En La República, Platón señala que la risa debe estar limitada por la razón. No deben reírse, por tanto, ni los guardianes ni las personas de mérito. La risa es un exceso que debe evitarse, manteniendo un estado de templanza y equilibrio sin reacciones desmedidas.
Aunque más tarde, en las Leyes, es algo menos riguroso. «Es útil conocer el aspecto de la fealdad, dice el extranjero ateniense —quien parece representar el punto de vista de Platón—, y por lo tanto la representación de la fealdad en la comedia puede tener cierta función educativa». En esta obra el filósofo plantea la necesidad de limitar la risa por obligación moral. El virtuoso no debe reírse, y ningún poeta cómico o actor satírico debe ridiculizar a un ciudadano. Distingue entre bromas bien y mal intencionadas.
Por otro lado, durante las ithyphallias griegas —fiestas agrícolas relacionadas con la fertilidad y los ritos fálicos—, los jóvenes atenienses se emborrachaban e insultaban a los ciudadanos respetables.

#### Aristóteles

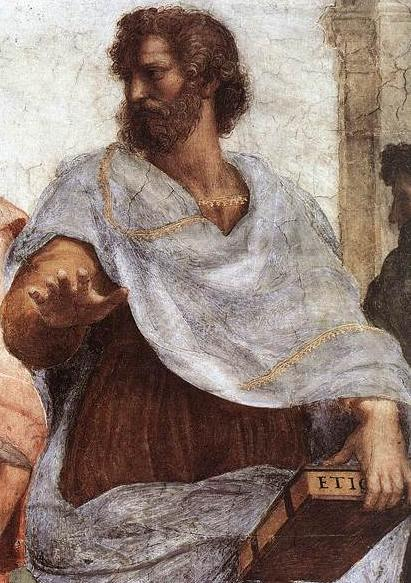
Aristóteles en un fresco de Raffaello Sanzio (detalle de La escuela de Atenas, 1509).

Se sabe que Aristóteles dedicó un segundo libro de su obra Poética a la comedia, aunque dicho libro se perdió. Del filósofo nos llegan sus ideas sobre la risa, el humor y lo cómico fundamentalmente a través de referencias por parte de otros. En ellas se dice que Aristóteles considera, desde el punto de vista de la estética, que lo risible es una subdivisión de lo feo, aunque, a diferencia de Platón, no lo relaciona con el sufrimiento. Distingue entre la comedia injuriosa y la adecuada, así como entre la tragedia y la comedia, dedicada esta última, según el filósofo, a caracteres de tipo inferior. Según se cuenta que escribía en su Poética, las máscaras del cómico son feas, deformes, pero no producen sufrimiento; las comedias representan a los hombres peores de lo que realmente son; solo la tragedia y la epopeya son respetables. Al igual que Platón, también admite la posible aparición de maldad en la risa, en cuyo caso debe evitarse por contravenir la ética. Busca en todo momento el equilibrio en las emociones, y ello puede verse en la Ética a Nicómaco.
En ella, Aristóteles no condena la risa despectiva cuando esta va dirigida a una persona sin virtud. Escribe, por ejemplo:

«[...] veremos claramente cuán digno de risa es el varón magnánimo si no es hombre dotado de virtud, y cuán lejos está de ser digno que le hagan honra, pues es malo».
Aristóteles

A los hombres que no pueden contener las emociones, los llama afeminados. Hablando de las personas virtuosas, escribe, también:

«Porque no es de maravillar que uno sea vencido de deleites o pesadumbres fuertes y excesivas, antes es de perdonar y haber compasión de él, si resistiendo fue vencido, [...] y de la misma manera los que procuran detener la risa, de un golpe la despiden. [...] Pero es de maravillar cuando lo es en aquellas en que los más pueden resistir, y él no es bastante a resistir, no por la naturaleza de su género ni enfermedad [...] Hay, pues, una manera de incontinencia que es una desenfrenada temeridad, y otra que es flaqueza».
Aristóteles

Y termina hablando de los más propensos a descontrolarse:

«Pero los que más incontinentes son de desenfrenada incontinencia, son los repentinos y los melancólicos. Porque aquellos por su presteza y estotros por la fortaleza del afecto, no escuchan razón, por ser muy prontos en seguir sus imaginaciones».
Aristóteles

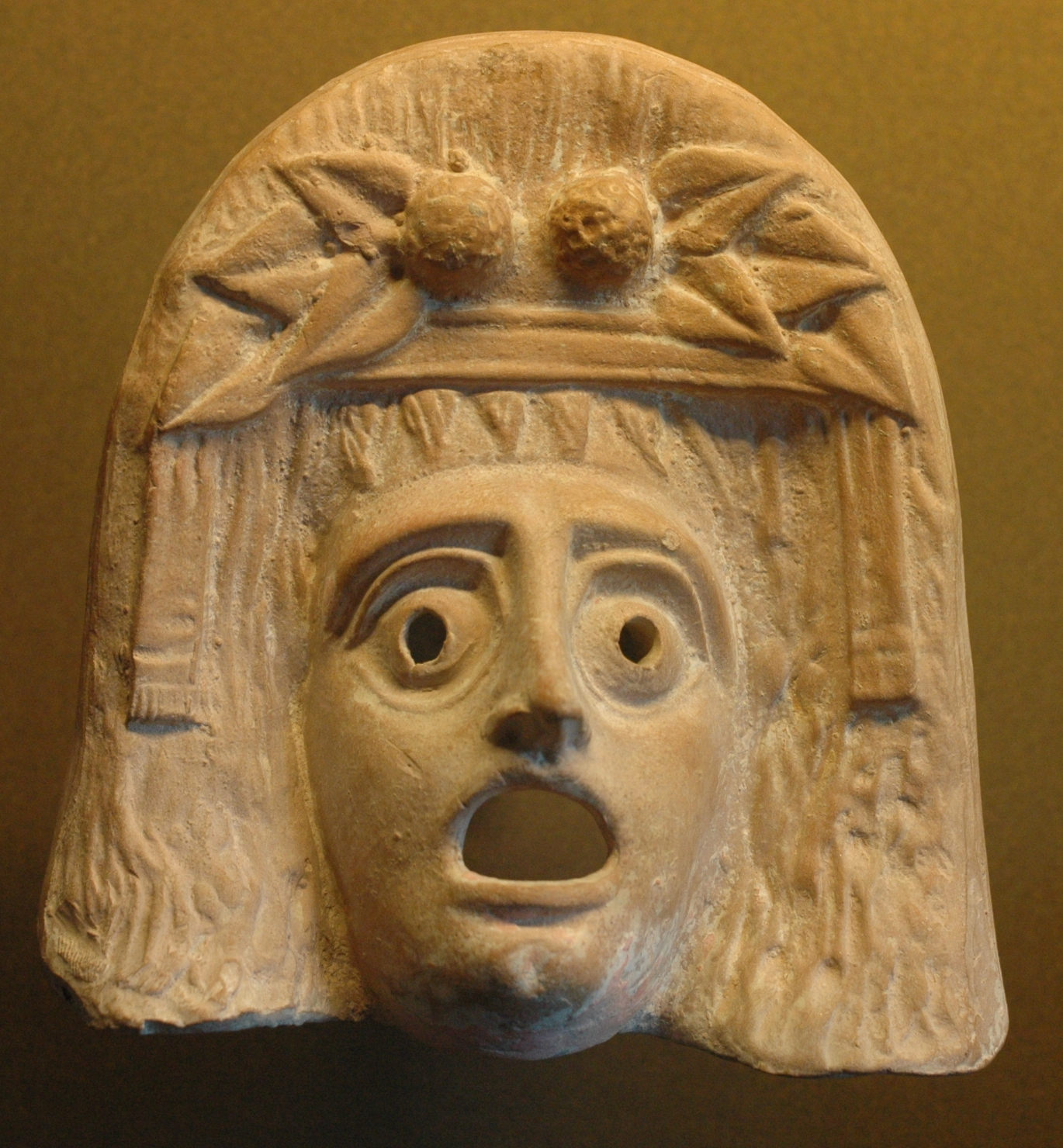
Máscara de Dioniso (terracota), encontrada en Mirinia (-)

Considera que la diversión y las bromas producen excesivo placer en las personas, y que esto es una forma de ofensa que los legisladores quizás debieran prohibir. La ironía para él es a la vez despreciable y útil —el humor y la risa tenían en la oratoria un gran valor coercitivo.
En la Retórica, citando a Gorgias, refiere que debe matarse la seriedad del oponente con las bromas y sus bromas con la seriedad.

#### Grecia Antigua tras Aristóteles
Cicerón también escribió sobre la risa. Con un sentido más práctico, recomienda cautela al orador en el uso de la ridiculización, pues podría ofender los sentimientos del público y minar el objetivo de la oratoria. También se plantea la cuestión ética de si debe evitarse en ocasiones recurrir a la evidenciación de lo ridículo; señala a la ambigüedad como un elemento importante de lo cómico; y define lo que el llama «disimulo irónico» como «decir lo contrario de lo que se piensa».
En Pompeya se han descubierto multitud de grafitis (grabados en las paredes), conservados debido a las erupciones del Vesubio. En algunos pueden verse referencias cómicas populares.
Demócrito, tradicionalmente, se recuerda como «el filósofo que ríe», por contraposición a Heráclito, que es recordado como «el filósofo que llora».

### Antigua Roma

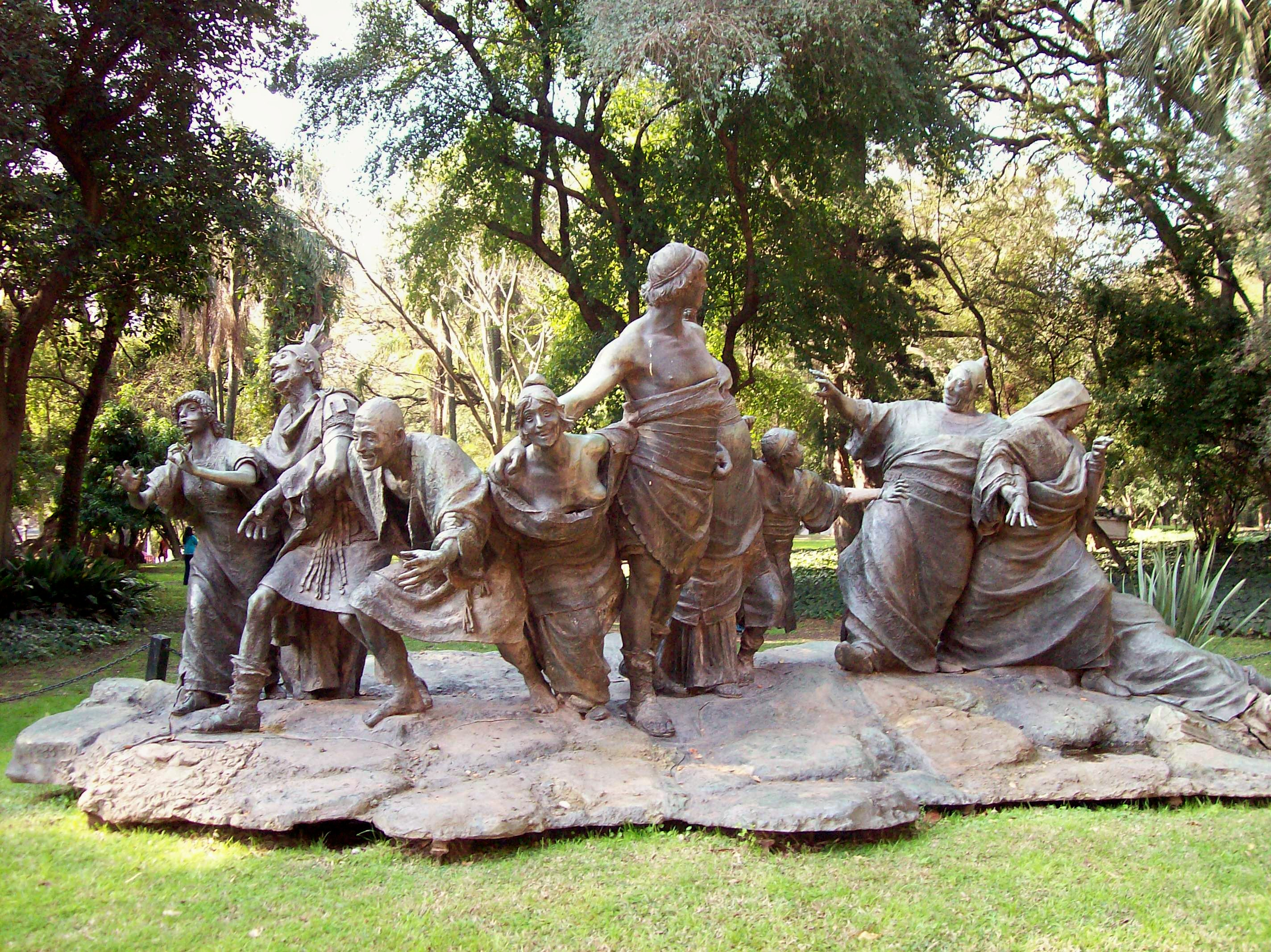
Escultura «Saturnalia», por Ernesto Biondi. Jardín Botánico de Buenos Aires.

A diferencia del griego clásico, el latín solo contiene una palabra para la risa, «rīsŭs», de la que deriva la que actualmente usamos. No obstante, fueron los romanos quienes además añadieron al vocabulario la palabra «subrīsŭs» ('risa para los adentros', 'risa secreta'). Según Jacques Le Goff (1994), probablemente fue en el siglo XII, cuando cambiaron las costumbres y usos, que la palabra adquirió el actual significado de 'sonrisa'.
Los romanos eran asiduos a espectáculos de derroche pasional. Para horror de las personas del siglo XXI, las luchas de gladiadores y el sacrificio de presos eran, entre otros, espectáculos que producían diversión en las masas; asimismo, en los festejos romanos más o menos licenciosos, consagrados al dios Saturno en los saturnales, se subvertían las clases sociales: los esclavos daban órdenes a sus amos y éstos les servían a la mesa, y en las bacanales los participantes terminaban ebrios y daban rienda suelta a sus instintos.
Quintiliano, en el siglo I, propuso una diferenciación de la risa en risa real y risa simulada. Según este autor, la risa simulada presentaba la característica de que la simulación se hacía explícita con el objeto de que el interlocutor advirtiese que no se trataba de una risa real. Actualmente aún vemos ese tipo de risa como respuesta a frases cotidianas, como «encantado de conocerle».

### Cristianismo

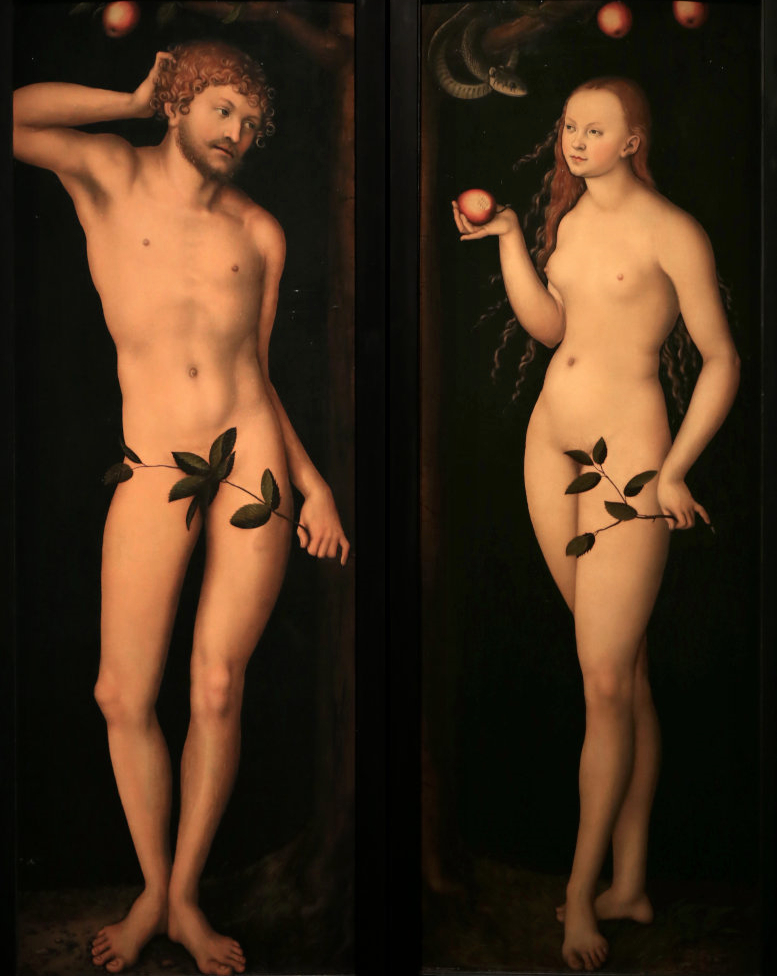
Adán y Eva (1528). Óleo sobre tabla de Lucas Cranach el Viejo.

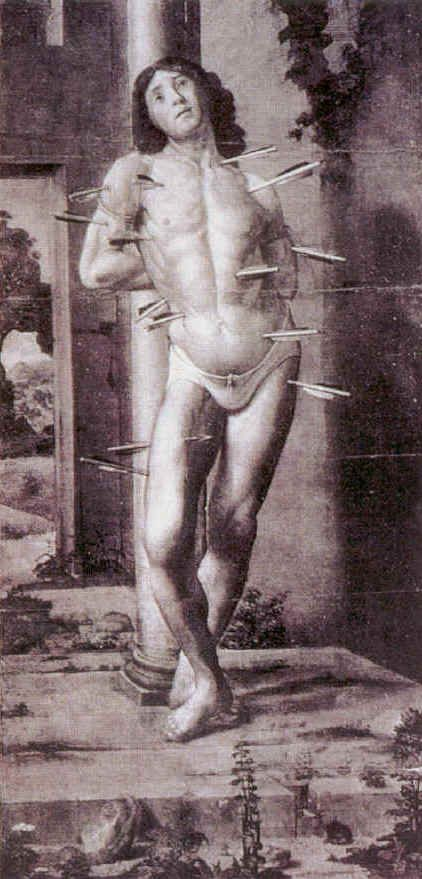
San Sebastián. Obra de Berruguete.

En el Antiguo Testamento aparecen dos palabras para la risa, que probablemente se correspondan con sendas palabras hebreas, «sakhaq», que significa 'risa feliz', e «iaag», 'risa burlona'. En el lenguaje actual, corresponderían a «reírse con alguien» y «reírse de alguien».
Es enriquecedor para la comprensión de determinados pasajes de la Biblia la distinción entre ambas palabras. Por ejemplo, en Génesis 17, en que Dios promete un hijo a Abraham, encontramos:

También dijo Dios a Abraham: —Tu esposa Sarai ya no se llamará así. De ahora en adelante se llamará Sara. La bendeciré, y te daré un hijo por medio de ella. Sí, yo la bendeciré. Y será la madre de muchas naciones, y sus descendientes serán reyes de pueblos. Abraham se inclinó hasta tocar el suelo con la frente, y se rio, mientras pensaba: «¿Acaso un hombre de cien años puede ser padre? ¿Y acaso Sara va a tener un hijo a los noventa años?».
Génesis 17:15-17

En este caso, la palabra utilizada para la risa es «iaag». En Génesis 18 también puede encontrarse el uso de dicha palabra:

Abraham y Sara ya eran muy ancianos, y Sara había dejado de tener sus periodos de menstruación. Por eso Sara no pudo contener la risa, y pensó: «¿Cómo voy a tener ese gusto, ahora que mi esposo y yo somos tan viejos?». Pero el Señor dijo a Abraham: —¿Por qué se ríe Sara? ¿No cree que puede tener un hijo a pesar de su edad? ¿Hay acaso algo tan difícil que el Señor no pueda hacerlo? El año próximo volveré a visitarte, y para entonces Sara tendrá un hijo. Al escuchar esto, Sara tuvo miedo y quiso negar. Por eso dijo: —Yo no me estaba riendo. Pero el Señor le contestó: —Yo sé que te reíste.
Génesis 18:11-15

El asentamiento del cristianismo modificó la concepción de lo que era oficialmente lícito y lo que no a todos los niveles de la sociedad. El mundo pasó a ser un lugar de sufrimiento, y tal forma de afrontar la vida perduró durante varios siglos.
El origen de tal severidad probablemente se remonta al Antiguo Testamento. En él encontramos pasajes que relacionan la risa con la necedad:

El tonto se ríe a carcajadas; el sabio, cuando mucho, sonríe suavemente.
Eclesiástico 21:20

Vale más oír reprensiones de sabios que alabanzas de necios. Las risas del necio se parecen al crujir de las zarzas en el fuego, y también son vana ilusión.
Eclesiastés 7:5-6

S. S. Averintsev trata de descubrir si realmente Jesucristo nunca se rio. En palabras del filósofo, «se libera aquel que todavía no está libre». La risa —argumenta—, desde un punto de vista filosófico, es una liberación. Por lo tanto, Jesucristo —que según la Biblia poseía la plenitud total de la libertad antes de su vida terrenal— debía ser solemne en su forma de comportarse. La investigadora literaria Graciela Cándano Fierro se pregunta «si Adán se habría reído alguna vez», y concluye que «el rostro de Adán debió de estar poseído por un gesto de arrobamiento, de alegría extática, característica —en nuestro mundo de sufrimiento— de los santos o los mártires, tal como el rostro de Juana de Arco en la hoguera o San Sebastián asaeteado: un gesto entre el dolor y la risa, expresado principalmente por la boca y los ojos». El pecado original convirtió a Adán en un ser mortal, y, entre otras cosas, riente.

### Del Medievo a la actualidad

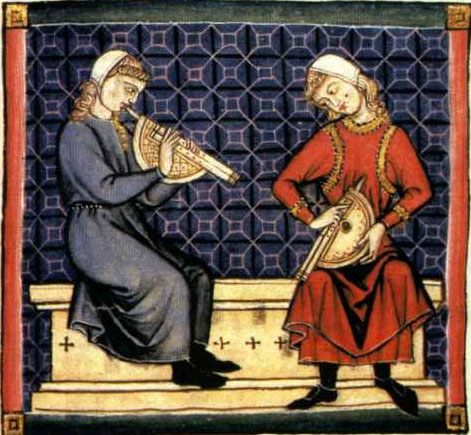
Intérpretes medievales de la zummara o clarinete doble.

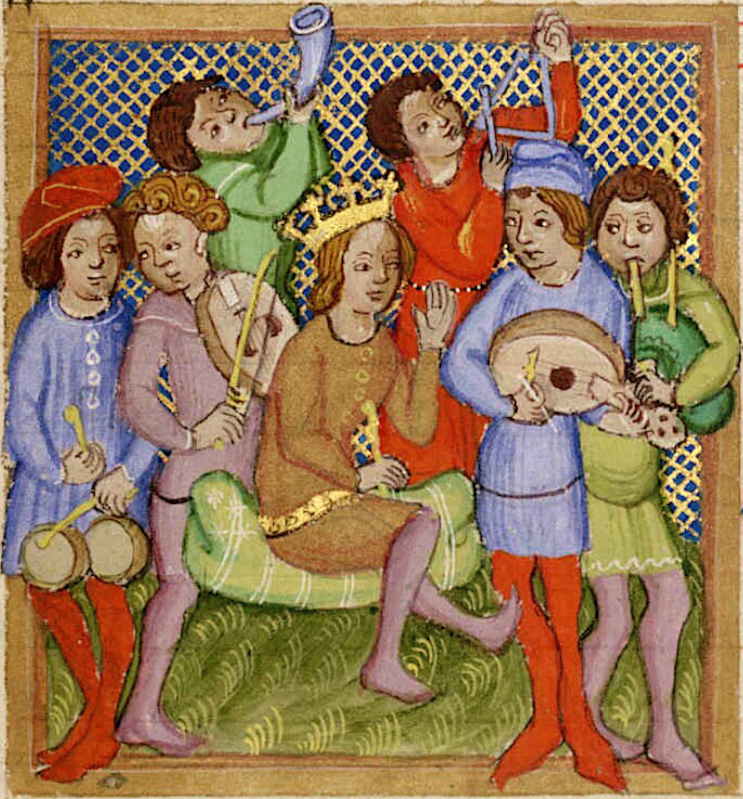
Trovadores. Pintura anónima alemana del.

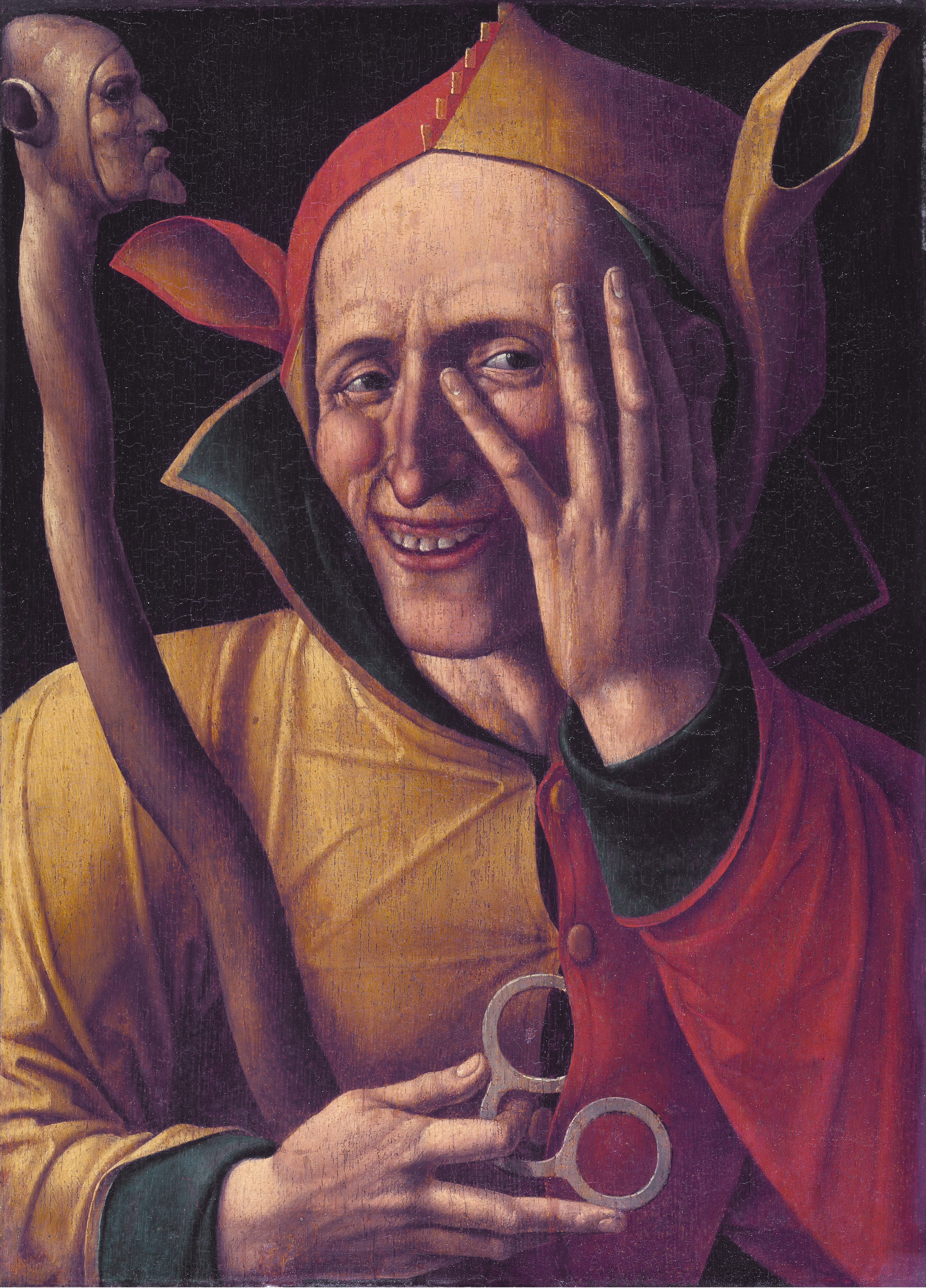
El bufón que ríe. Pintura anónima del.

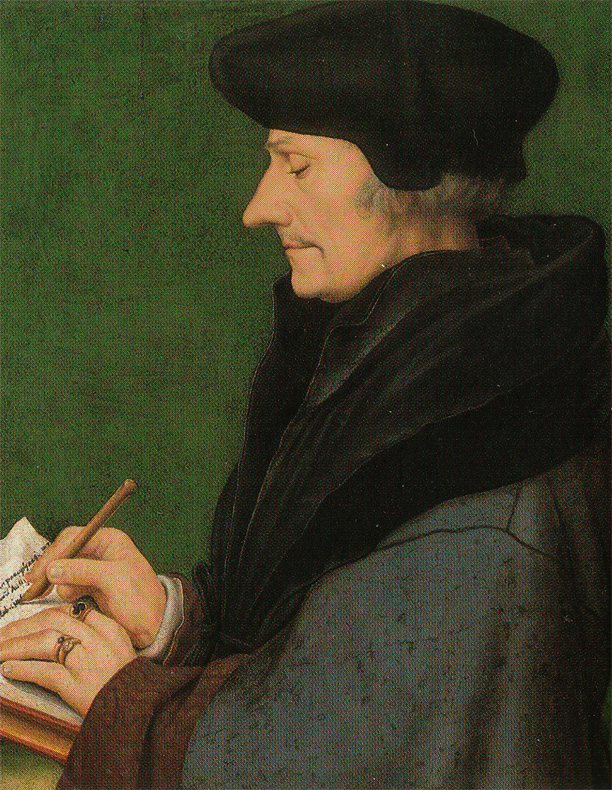
Erasmo de Róterdam. Pintura del.

Las ideas sobre la interpretación de la risa en las Santas Escrituras fueron recogidas por clérigos como, entre otros, Efrén de Siria (306-373), quien escribió en contra de las risas de los monjes. Crisóstomo, según se cuenta, declaró a su vez que las burlas y la risa no provenían de Dios, sino del pueblo, y condenó a los arrianistas por haber incorporado al oficio religioso el canto, la gesticulación y la risa.
La concepción de la vida en la Edad Media, absolutamente dominada por la Iglesia católica, desde el punto de vista de la cultura oficial se reducía a un «valle de lágrimas». En las Reglas Monásticas del siglo V, en el capítulo «Taciturnas», dedicado al silencio, puede leerse:

La forma más terrible y obscena de romper el silencio es la risa, si el silencio es virtud existencial y fundamental de la vida monástica, la risa es gravísima violación.
Taciturnas

En el siglo VI, San Benito consideraba la risa como rompedora del silencio y opuesta a la humildad y caridad cristianas. El Regula Magistri, en el capítulo sobre el cuerpo humano, dice lo siguiente:

Cuando la risa está por estallar hay que prevenir, como sea, que se exprese. O sea que, entre todas las formas malignas de expresión, la risa es la peor.
Regula Magistri

Gautier de Châtillon, uno de los poetas más importantes del siglo XII, escribe:

Nostri moris esse solet,
quando festum turbas olet,
loqui lingua clerici,
ne, si forte quid dicamus,
unde risum moveamus,
cahinnentur laici.

In conventu laicorum
reor esse non decorum
proferre ridicula,
ne sermone retundamus
aut exemplo pervertamus
mentes sine macula.
Gautier de Châtillon

En estos versos, el poeta cuenta que, según los clérigos coetáneos, en las reuniones populares, la gente —campesinos pobres e ignorantes, en su mayoría— revelaba sus impulsos y pasiones, creando un clima de risas, de alboroto y desorden, y que esto trastornaba la mente de los inocentes. Esto indica que en aquella época lo risible y lo ridículo aún estaban mal vistos. La risa, desde el punto de vista de la Iglesia, es presentada como algo impúdico e indecoroso, un pensamiento sobre cómo debían ser las relaciones humanas a todos los niveles que, en palabras de Cándano Fierro, por severa rayaba en lo ridículo. Esto, junto con la represión sexual, generó lo que, en virtud de los textos que nos han llegado, se conoce como «seriedad medieval». Hugo de San Víctor, director del centro de estudios del monasterio homónimo entre 1133 y 1141, concedía al menos que lo divertido y lo serio juntos «de vez en cuando» deleitaban más. Juan de Salisbury coincidía con este pensamiento, y en su obra Policraticus afirmaba que para el rey, «sólo esporádicamente», se admitía una modesta hilaridad, debiendo reservar la mayor parte del tiempo al cumplimiento de la ley de Dios y los sacerdotes. El oficio de bufón se consideraba depravado, y no estaba bien visto el hacerle regalos, ya que de ese modo se les favorecía.
La Regla de San Benito aconsejaba la obediencia, el silencio, la humildad, la seriedad y el trabajo agrícola, artesano y cultural.
Sin embargo, también existían fiestas en las que el vulgo daba rienda suelta a todo lo reprimido por la jerarquía del clero y la nobleza. En ellas se producía una orgía de ferias, procesiones, cortejos, exhibiciones de extravagancias, bailes, burlas y parodias de los actos oficiales serios. Esto, y la cultura cómica popular, ejemplificada en obras como El conde Lucanor, permitían a la gente vivir la metarrealidad del humor, que actualmente conocemos de una forma mucho menos intensa.
Graciela Cándano opina que, con toda probabilidad, la risa no se limitaba a las fiestas del pueblo y los actos bufonescos de la corte. La risa aparece en el ser humano como agente liberador ante las tensiones, y en cualquier circunstancia existe siempre la posibilidad de que la risa se desate, incluso —o, quizás mejor, precisamente— en los actos más solemnes y hasta trágicos. Como ejemplo, la autora destaca la existencia de pasajes en la Biblia que bien pudieron provocar la risa entre los hombres del Medievo, como el siguiente:

Pero un joven le seguía, cubierto solo con una sábana. A este lo atraparon, pero él, soltando la sábana, escapó desnudo.
Mc 14:51-52

La concepción judeocristiana del humor —o, mejor dicho, del mal humor— continuó a lo largo de todo el Medievo, e, incluso ya en el siglo XVI, encontramos a personajes como Francisco de Villalobos que escribía:

...á mi parecer mas cierta propriedad del hombre es el llorar que el reir, porque lloran en nasciendo, y algunas veces dentro del vientre, y la risa comunmente no viene hastas los quarenta dias del parto. En las causas naturales de esta risa no me entremeto agora [...]
Francisco de Villalobos

Sin embargo, en 1509, Erasmo de Róterdam concibió Elogio de la locura. En esta obra aparece la Locura (entendida como estulticia) pronunciando un largo sermón en el que se presenta como una divinidad, «el germen y la fuente de la vida», y argumenta detalladamente que todo lo bueno de la vida depende de ella y que gracias a ella la vida es tolerable. Además critica a los filósofos:

La suya es una deliciosa forma de locura, que les lanza a crear infinitos mundos y a medir el sol, la luna y las estrellas y el universo como con el dedo y con la guita. [...] como si tuviesen acceso a los secretos de la naturaleza, arquitecto del mundo, o como si acabaran de bajar del consejo de los dioses. La naturaleza, en tanto, se ríe a carcajadas de ellos y de sus conjeturas. Lo cierto es que no saben nada con certeza, y buena prueba de ello es la interminable contienda entre ellos sobre cualquier tema. No saben nada, aunque proclamen que lo saben todo.
Erasmo de Rotterdam, Elogio de la locura

En palabras de Peter Berger, «constituye la concepción cómica del mundo en el sentido más completo de la palabra. Es la visión del mundo al revés, burdamente distorsionado, y precisamente por esto capaz de revelar mejor que la visión convencional, directa, algunas verdades ocultas». A pesar de que esta obra posteriormente se consideró como su mayor logro, no tuvo repercusión en su época. Erasmo se defendió ante los críticos de la época afirmando que «tan solo era una broma inocente».
Laurent Joubert, un médico de Montpellier, escribió en 1579 una obra llamada Traité du ris suivi d'un dialogue sur la cacographie française. En ella proponía una clasificación de la risa en especies y epítetos. Entre las especies, distinguía entre la risa provocada por lo cómico y la risa no relacionada con lo risible. A su vez, la risa de origen no cómico podía ser, entre otras, de locura o delirio, convulsiva o equivocada, derivada de las cosquillas, o bien relacionada con causas tan inusitadas como una lesión en el diafragma o la picadura de cierta araña. Por otro lado, los epítetos eran «las diferencias accidentales observadas en una misma risa», y, según el autor, eran casi tantos como los tipos de voz, por lo que no merecía la pena explorar sus diferencias. No obstante, citaba algunos, como la «risa trémula», la «recatada», la «perruna», la «risita», la «parecida al sonido de las gallinas», la «parecida a un silbido», la «parecida a un ladrido», etc.
Thomas Hobbes (1588-1679) —y más tarde Immanuel Kant—, en la misma línea que Platón y Aristóteles, consideraba a la risa como exuberantemente placentera a la vez que poderosamente maliciosa, motivo por el que temía sus potenciales propósitos más oscuros y subversivos.
En la primera mitad del siglo XVII, Descartes describe la risa en Les Passions de l'âme («Pasiones del alma»), a la que califica de «fallo fisiológico» motivado por una aceleración del flujo sanguíneo y desencadenado por el sobresalto que se produce al encontrar un hecho sorprendente y posiblemente peligroso, hecho que él denomina «sorpresa admirada».

#### El renacer de la risa y lo cómico

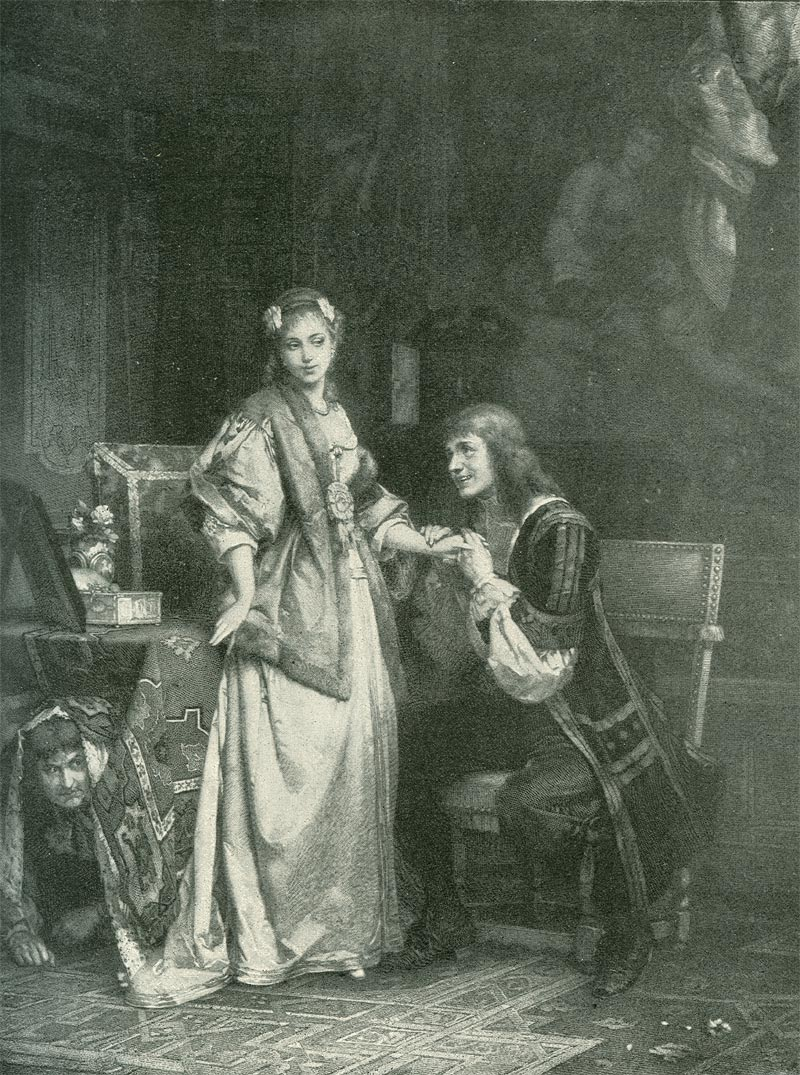
Elmira desea poner en evidencia el doble juego amoroso de Tartufo, y esconde a su marido bajo la mesa para que pueda escuchar a Tartufo haciéndole el amor. Ilustración de 1892 (Carl Hoff y J. Ballin).

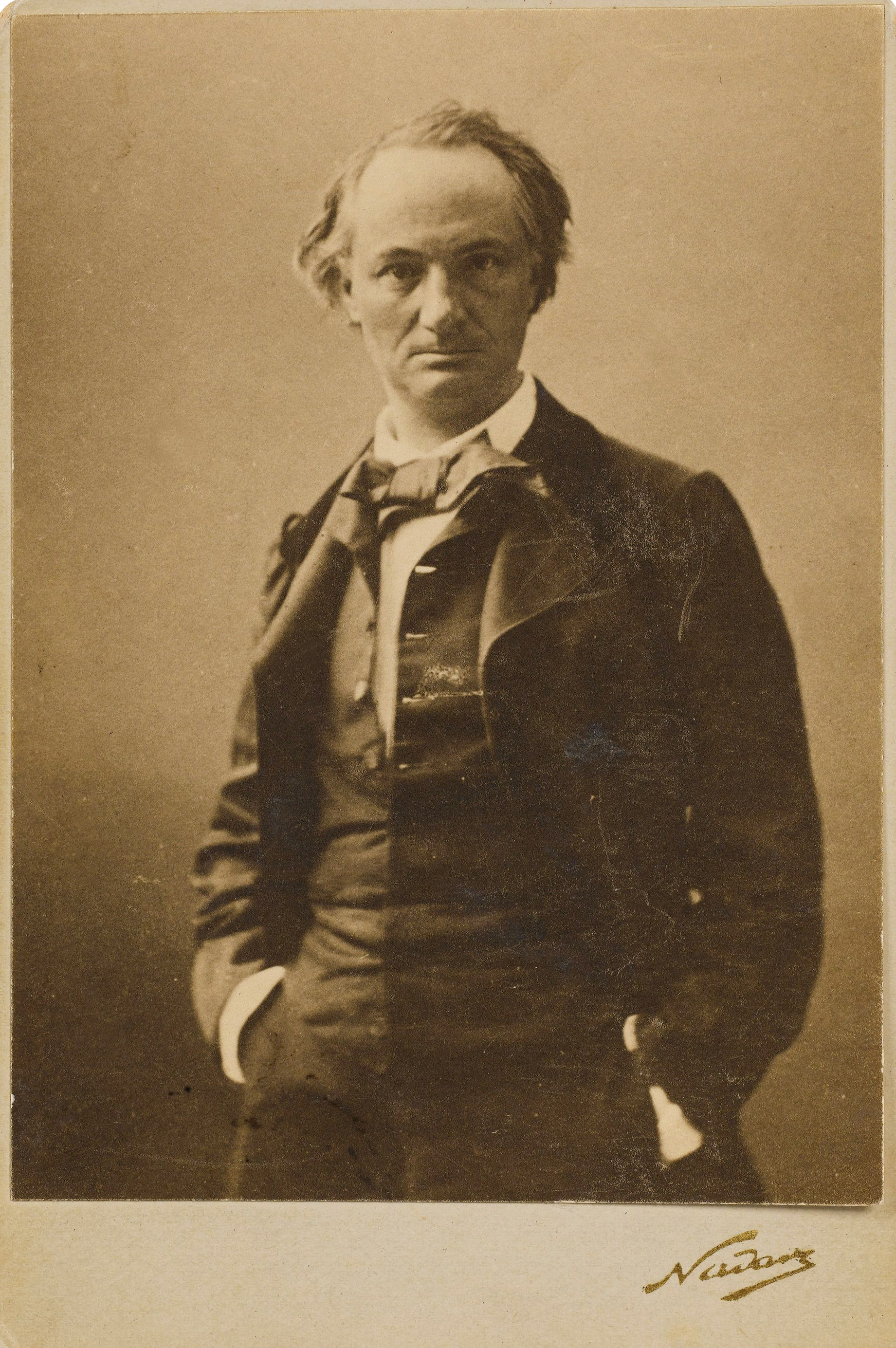
Charles Baudelaire en 1855.

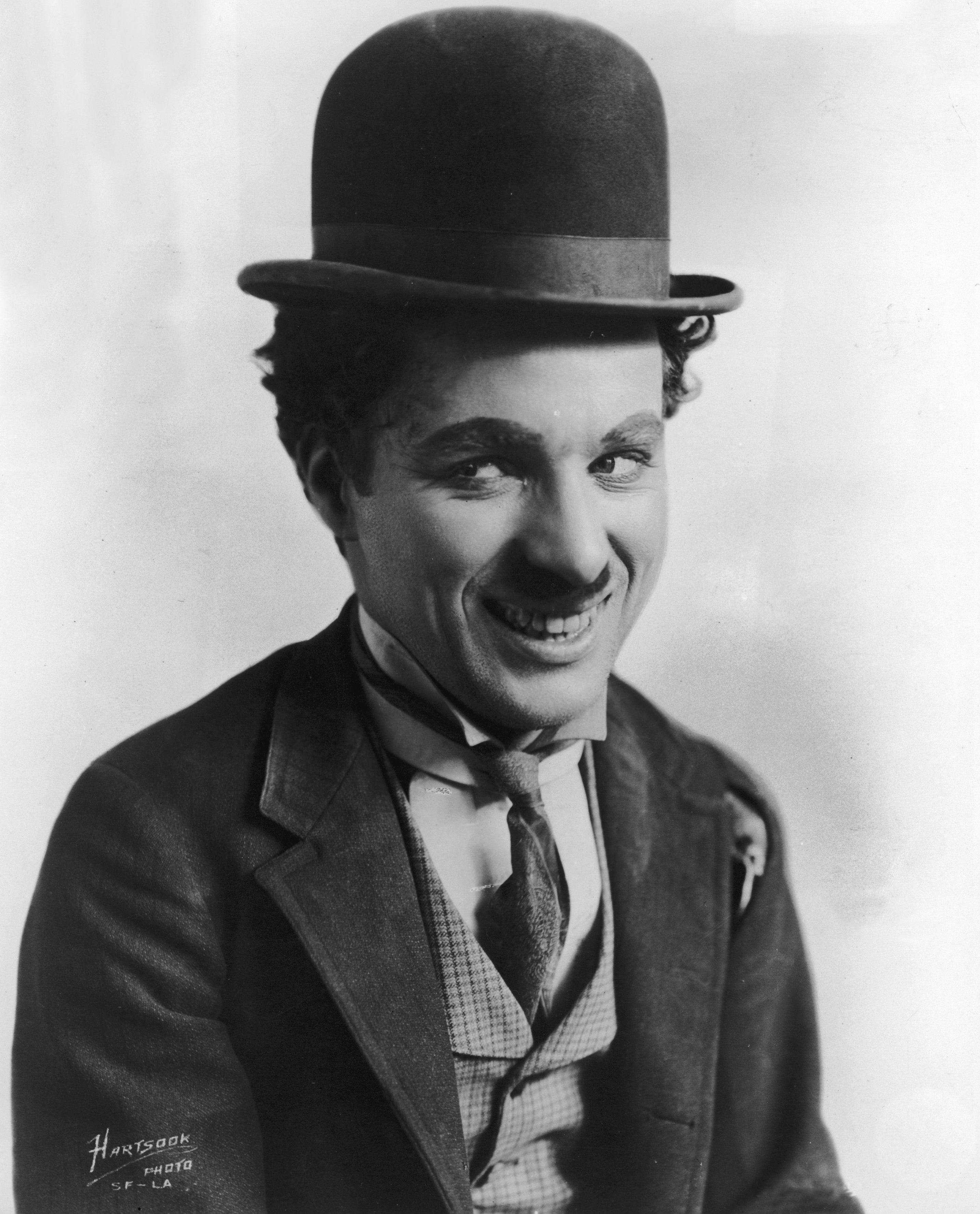
Charlie Chaplin.

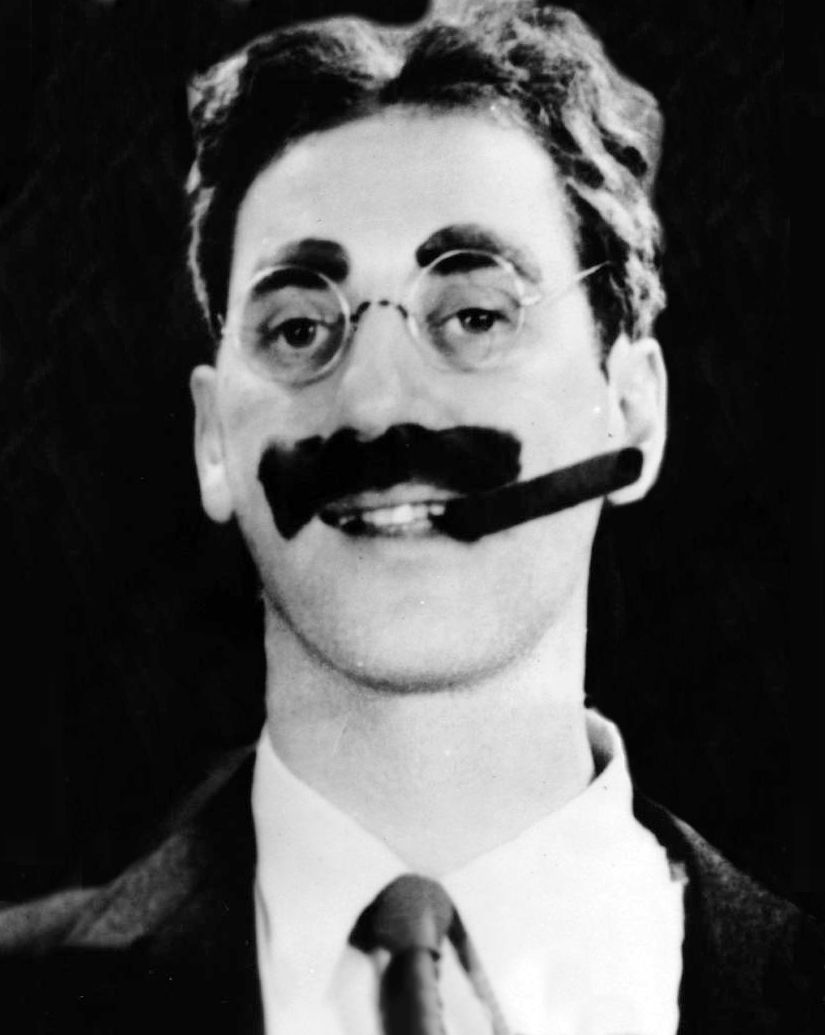
«Escribí este libro durante las interminables horas que empleé esperando a que mi mujer acabara de vestirse para salir. Si hubiera andado siempre desnuda, nunca habría tenido la oportunidad de escribirlo». —Prólogo de Memorias de un amante sarnoso. Groucho Marx.

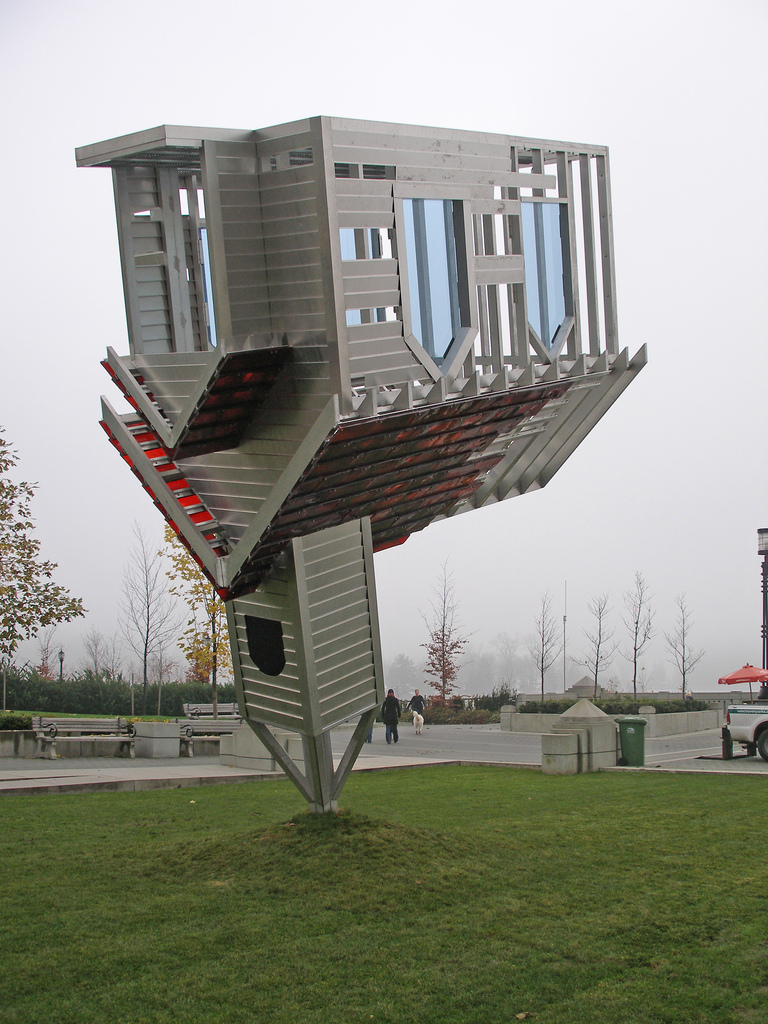
Dispositivo para erradicar el mal (1997), por Dennis Oppenheim. Vancouver (Canadá).

En los siglos XVII y XVIII, el interés por lo cómico se acentuó en toda Europa. Molière publicó sus comedias en Francia. Tartufo (1664) fue duramente atacada y el escritor tuvo que defenderse argumentando que «la utilidad de la comedia reside en que corrige los vicios de los hombres». No obstante, y quizás como consecuencia de la aparición de la comedia como género teatral, empezó a extenderse una defensa apasionada de la misma como reacción a la tradición pagana y cristiana; a lo largo de los siglos XVII y XVIII se observa un aumento de la relevancia de la perspectiva epistemológica de lo cómico, por encima de la cuestión moral de su propia utilidad. Según Berger, el espíritu de la modernidad consiste en la desagregación, el desenmascaramiento, la mirada más allá de las normas sociales; esto inevitablemente daba lugar a incoherencias, y la afinidad con la perspectiva cómica parece plausible en este contexto.
Moses Mendelsohn (Escritos filosóficos, 1761) postulaba que lo que provoca la risa es el contraste entre la perfección y la imperfección, no sin resaltar que la percepción de tal contraste es subjetiva.
Justus Möser (Arlequín o la defensa de lo cómico-grotesco, 1761) consideraba la risa como una necesidad humana básica.
Immanuel Kant habló de la risa en el contexto de una teoría estética. Para Kant la risa aparece cuando una tensa expectativa queda reducida a la nada. A pesar de sus reticencias, Kant no tiene más remedio que admitir el carácter epistemológico de la risa: además de constituir un proceso fisiológico y psicológico, implica una percepción diferente de la realidad.
Según Arthur Schopenhauer, la risa nace de la incongruencia repentinamente percibida entre un concepto y el objeto real que por él es pensado.
Jean Paul (Estética, 1804) criticó la concepción kantiana de lo cómico. Consideraba, a diferencia del alemán, que lo cómico también aparecía cuando algo emergía repentinamente de la nada. En general, subrayaba el carácter incongruente, cuya utilidad social residía en su capacidad de desenmascaramiento. Coincidía con Mendelsohn en cuanto a la subjetividad, y no estaba de acuerdo con la concepción epistemológica de la risa. Afirmaba que lo cómico, en última instancia, no tiene otra finalidad más allá de lo cómico en sí mismo. Jean Paul, además de su labor como filósofo, creó obras literarias cómicas.
Hegel no aportó mucho a la teoría sobre lo cómico. Su enfoque llegaba desde el marco de la estética. Para Hegel, la comedia muestra un mundo sin sustancia y sin finalidad; constituye una especie de mundo paralelo e ingrávido donde las acciones pueden iniciarse a la ligera e interrumpirse con la misma ligereza. Distingue entre lo ridículo (cualquier cosa que haga reír) y lo cómico. Como origen de lo cómico distingue varios tipos de incongruencia: entre el esfuerzo y el resultado, entre la capacidad y la ambición y entre las decisiones y los accidentes externos; lo cómico surge de la contradicción entre el mundo real, «pesado», y el mundo al que aspira el espíritu humano, «ingrávido».
Charles Baudelaire expresó claramente la contradicción de la risa en De la esencia de la risa y en general de lo cómico en las artes plásticas, un ensayo publicado en 1855:

Toda vez que —la risa— es esencialmente humana, también es contradictoria, o sea, que es a la vez una muestra de infinita grandeza y de infinita miseria: de infinita miseria en comparación con el ser absoluto que existe como idea en la mente del hombre; de infinita grandeza en comparación con los animales. La risa procede del sobresalto permanente que generan estas dos infinitudes.
Baudelaire

Søren Kierkegaard abordó el estudio de la ironía como precursora del conocimiento interior de carácter religioso. Para él, lo ironía es la fase existencial que precede a la fe, una especie de «fe de incógnito». Sitúa el origen de lo cómico en la incongruencia.
A finales del siglo XIX, Henri Bergson reconoció la risa como fundamentalmente social. En 1900, publica Le rire («La risa»). Define la risa como un fenómeno exclusivamente humano: aunque otros animales pueden manifestar síntomas parecidos a la risa, solo los seres humanos ríen de verdad. También la define como un fenómeno grupal, y por lo tanto con funciones sociales. Un aspecto destacable de su pensamiento es que considera que lo cómico aparece cuando se reprimen otras emociones, como el odio, o la compasión. En sus palabras:

Lo cómico exige algo así como una anestesia momentánea del corazón. Se dirige a la inteligencia pura y simple.
Henri Bergson

Este planteamiento es compatible con el de Alfred Schütz, acerca de las parcelas finitas de significado (véase la sección Perspectiva social). Es un concepto que, aplicado a las personas, se resume en lo siguiente:

Las actitudes, gestos y movimientos del cuerpo humano resultan risibles en la medida exacta en que dicho cuerpo nos recuerda meramente a una máquina.
Henri Bergson

Es decir, en virtud de este pensamiento, nos reímos cuando vemos a una persona darse un golpe sin pensar en que es una persona. Su tesis afirma que la incongruencia cómica se produce entre el cuerpo y la mente, o entre la vida y la materia; la sexualidad es un claro ejemplo del primer caso, ya que lo meramente físico se entromete en las pretensiones de los roles sociales. Berger, personalmente, critica este planteamiento ya que, según él, no cubre todos los posibles tipos de lo cómico. Don Quijote es para Bergson un referente de la comicidad.
Para Carl Ritter, lo cómico depende del mundo vital concreto en el que se produce. Esto explica que, por ejemplo, no entendamos el humor de la Antigua Grecia, que el humor británico sea diferente del chino, o que el humor entre físicos no sea inteligible para un campesino. No obstante, este planteamiento no contradice el postulado universal de incongruencia: siempre es posible encontrar la esencia de lo cómico más allá de lenguas o formas de pensar. Al final de su ensayo, Ritter asimila el humor a una forma de juego, que se vuelve serio, peligroso, de hecho, al convertirse en una forma de filosofía que muestra los límites de la razón frente a la inmensidad de la realidad.
Sigmund Freud sugiere que la risa posiblemente posea un efecto catártico liberador de la energía nerviosa reprimida. Más adelante pasaría de centrarse en la risa en sí misma a dirigir su atención a los epifenómenos asociados del humor, la personalidad, la socialidad y la cognición. No obstante, ninguno de los teorizadores de la risa anteriores a finales del siglo XX disponía de una base empírica que soportase sus suposiciones.
En 1950, Francis Jeanson propone un enfoque fenomenológico y existencial de la risa.
En 1955, Marie C. Swabey rechaza la idea de que la risa sea una mera expresión emocional, y resalta el carácter cognoscitivo de lo cómico, es decir, su capacidad para ayudar a la comprensión de las cosas. Distingue entre risa cómica y los demás tipos de risa, y sitúa el sinsentido como comicidad no cognoscitiva, a diferencia de la ironía, la sátira, el ingenio y el humor; de estas expresiones, probablemente las más complejas son las que están basadas en el lenguaje y las que están deliberadamente dirigidas a esclarecer la realidad. Admite la existencia de la incongruencia más allá de toda subjetividad, y sitúa dicha objetividad en la diferencia entre el impulso humano de ordenar la realidad y algo que queda fuera del orden general de las cosas. La intuición cómica de ese orden de cosas está más allá de las funciones sociales de lo cómico, y dentro de dicha intuición la vida humana puede adquirir sentido. Rechaza que la experiencia cómica esté exclusivamente encaminada a la búsqueda del placer.
Helmuth Plessner aborda la comicidad desde el punto de vista de la antropología filosófica: un enfoque entre la filosofía y la biología.
Peter Berger, tras hacer un repaso a los principales pensadores que han tratado el tema de la risa y lo cómico desde la Antigua Grecia hasta su actualidad, sentencia en el libro Risa redentora (1997) que la incongruencia desvela una verdad central sobre la condición humana: que «el hombre se encuentra en un estado de discrepancia cómica con respecto al orden del universo».
Llegados a este punto, ¿Por qué Sara logró enfadar a Dios con su risa? Más de treinta siglos después de Abraham y de veintidós siglos después de Aristóteles, Umberto Eco escribió su novela El nombre de la rosa (1980). Hacia el final de la obra, una conversación entre Guillermo de Baskerville y Jorge de Burgos, el monje, arroja una visión muy particular sobre la influencia que, dentro de la propia ficción de la novela, las ideas de Aristóteles sobre la risa contenidas en su —hipotético— segundo libro de la Poética podrían acarrear sobre el temor a Dios del cristianismo:

—Hay muchos otros libros que hablan de la comedia, y también muchos otros que contienen el elogio de la risa. ¿Por qué éste te infundía tanto miedo? —Porque era del Filósofo. Cada libro escrito por ese hombre ha destruido una parte del saber que la cristiandad había acumulado a lo largo de los siglos. Antes mirábamos el cielo, otorgando sólo una mirada de disgusto al barro de la materia; ahora miramos la tierra, y sólo creemos en el cielo por el testimonio de la tierra. Cada palabra del Filósofo, por la que ya juran hasta los santos y los pontífices, ha trastocado la imagen del mundo. Pero aún no había llegado a trastocar la imagen de Dios. Si este libro llegara... si hubiese llegado a ser objeto de pública interpretación, habríamos dado ese último paso. —Pero, ¿por qué temes tanto a este discurso sobre la risa? No eliminas la risa eliminando este libro. —No, sin duda. La risa es la debilidad, la corrupción, la insipidez de nuestra carne. Es la distracción del campesino, la licencia del borracho. Incluso la Iglesia, en su sabiduría, ha permitido el momento de la fiesta, del carnaval, de la feria, esa polución diurna que permite descargar los humores y evita que se ceda a otros deseos y a otras ambiciones... Pero de esta manera la risa sigue siendo algo inferior, amparo de los simples, misterio vaciado de sacralidad para la plebe. Ya lo decía el apóstol: en vez de arder, casaos. En vez de rebelaros contra el orden querido por Dios, reíd y divertíos con vuestras inmundas parodias del orden... al final de la comida, después de haber vaciado las jarras y botellas. Elegid al rey de los tontos, perdeos en la liturgia del asno y del cerdo, jugad a representar vuestras saturnales cabeza abajo... pero aquí, aquí —y Jorge golpeaba la mesa con el dedo, cerca del libro que Guillermo había estado hojeando—, aquí se invierte la función de la risa, se la eleva a arte, se le abren las puertas del mundo de los doctos, se la convierte en objeto de filosofía, y pérfida teología. La risa libera al aldeano del miedo al diablo, porque en la fiesta de los tontos también el diablo parece pobre y tonto, y, por tanto, controlable. Cuando ríe... el aldeano se siente amo porque ha invertido las relaciones de dominación... la risa sería el nuevo arte capaz de aniquilar el miedo... Y este libro, que presenta como milagrosa medicina a la comedia, a la sátira y al mimo, afirmando que pueden producir la purificación de las pasiones a través de la representación del defecto, del vicio, de la debilidad, induciría a los falsos sabios a tratar de redimir (diabólica inversión) lo alto a través de la aceptación de lo bajo.
Umberto Eco, El nombre de la rosa

La historia —y finalmente la ciencia— nos ha demostrado que la risa, ya sea de origen maléfico o benigno, es inherente al ser humano, al tiempo que una necesidad. Valga este ejemplo contemporáneo de la inevitabilidad de la risa, en el que Erik Hartmann y otros actores flamencos representan una situación que, si fuese real, resultaría, para quienes no reparen en el verdadero funcionamiento del mecanismo de la risa, algo cruelmente tragicómico.

## Historia oral
A pesar de que la socióloga Gail Jefferson (1985) demostraba que la risa es un recurso interactivo, una actividad insustituible por la mera mención de su ocurrencia, la risa siempre ha aparecido en todos los relatos de historiadores orales como un elemento no léxico y accesorio, señala Kate Moore, profesora de la Universidad de Helsinki.
Puede ser ilustrativo su estudio, realizado sobre entrevistas de historia oral hechas a inmigrantes llegados a Estados Unidos entre 1915 y 1940. En los casos estudiados, los entrevistados reían para expresar dificultad en:
- Su memoria. Markku Haakana (1999) llama a este tipo de risa «mecanismo de normalización», y sirve para hacer ver que realmente se es consciente del problema que representa el olvido. Solía aparecer cuando lo que se olvidaba era realmente importante. Ejemplo ficticio: ¿Recuerdas a tus padres? —La verdad es que yo era muy pequeña, y apenas me acuerdo [risa].
- Sus recuerdos dolorosos, tras contar problemas, como una especie de desahogo. Solía ocurrir más cuando los recuerdos eran más dolorosos, y demuestra la capacidad de hablar de dichos recuerdos, así como de mostrar los sentimientos asociados, a un desconocido. Ejemplo ficticio: ¿Cómo fue su vida durante esos años? —Pues fíjese, mi marido murió, perdí mi casa, sufrí una neumonía porque tenía que vivir en la calle y mi familia no sabía dónde estaba. Como se puede imaginar, no fue una vida fácil [risa].
- Las preguntas planteadas. Se producía cuando el entrevistado percibía la pregunta como absurda o ridícula. Ejemplo ficticio: Entonces le gustaría volver con su familia... —[Risa] Por supuesto; son lo que más quiero en este mundo.
- Contradicciones ante los estereotipos de género percibidos. La risa aparecía, de modo análogo al caso de pérdida de memoria, para hacer ver que se sabía que lo que se estaba diciendo era una contradicción. Ejemplo ficticio: —Mi madre era la que llevaba las riendas de la casa [risa].

Phillip Glenn, profesor de estudios de la comunicación en el Emerson College (2003), apunta que «la risa resulta especialmente útil además en situaciones de bochorno, incomodidad o ansiedad».
En general, Moore distingue tres tipos de situaciones:
a) Risa unilateral: el entrevistado se ríe solo, casi siempre cuando le toca hablar.
b) Risa compartida: el entrevistado ríe invitando a reír al entrevistador.
c) Risa del entrevistador, como respuesta a algo que dice el entrevistado. Por cuestiones de profesionalidad, suele ser cuidadoso en cuanto a de qué se ríe y se reprime cuando lo cree conveniente.
La autora concluye que la risa no humorística podría servir en las transcripciones de historia oral para enfatizar la seriedad que representan determinadas declaraciones para el hablante. No sin dejar de aprovechar para utilizar el humor dentro de su —serio— estudio:

Quizás, teniendo en cuenta estos experimentos, ha llegado el momento de que el historiador oral se tome la risa en serio.
Kate Moore